# Armi d'assedio cinesi

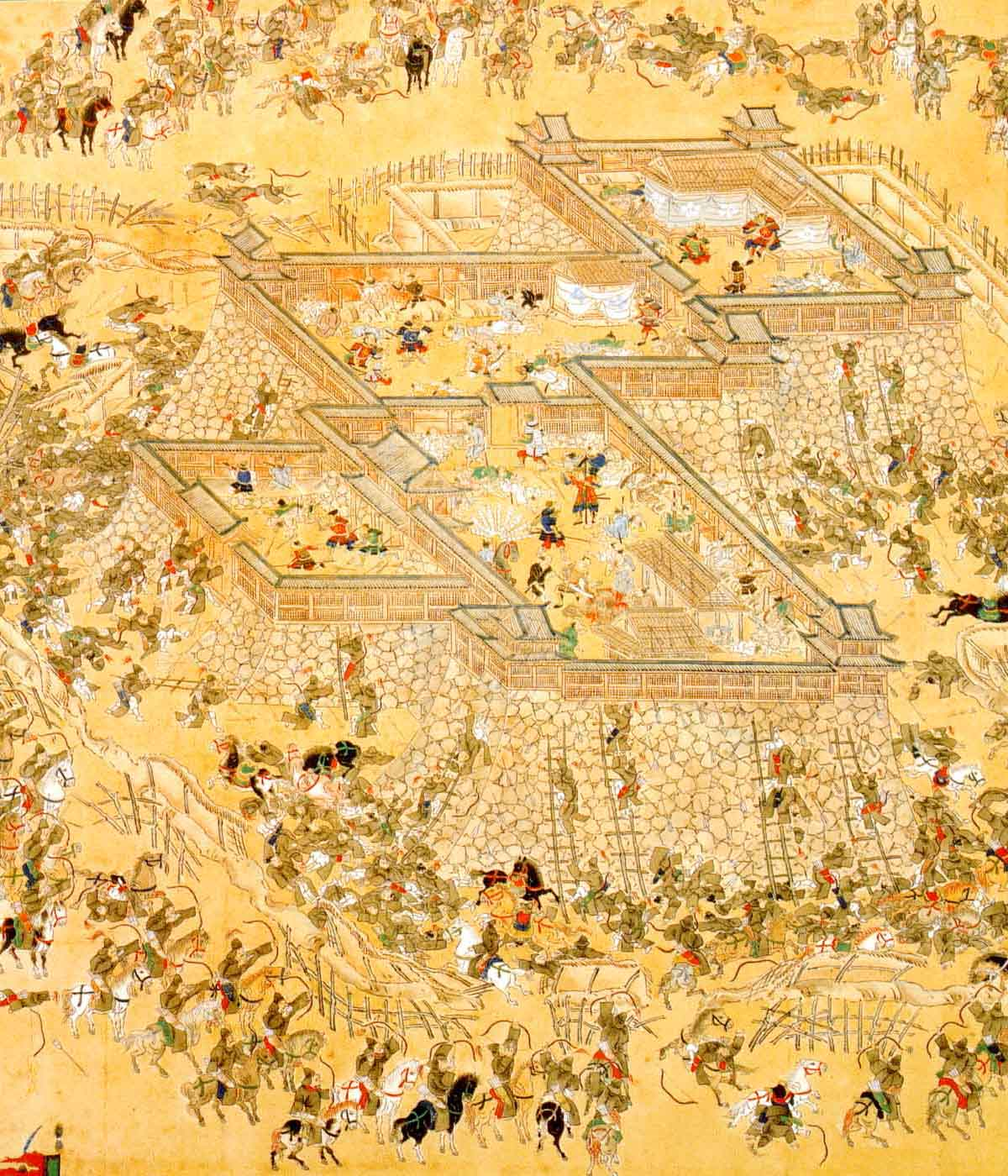
Truppe cinesi-Ming e coreane-Joseon assaltano i giapponesi di Hideyoshi nell'assedio di Ulsan durante la guerra Imjin (1592–1598).

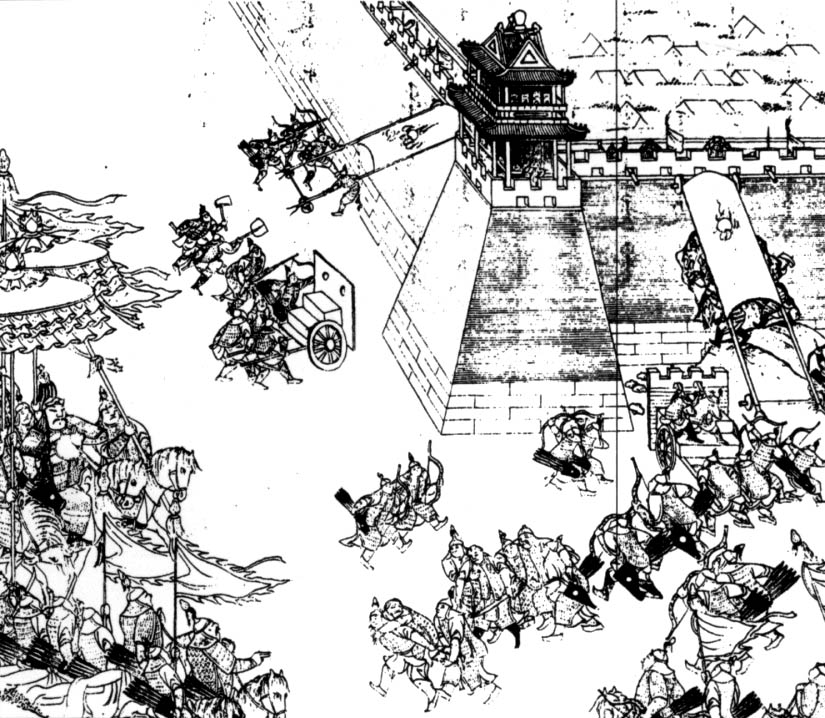
Dettaglio dell'assedio nella battaglia di Ningyuan (1626), parte della transizione tra Ming e Qing (1618–1683) - ill. in Qing Shilu (1781).
Gli attaccanti danno l'assalto alle mura con gli arcieri, protetti da plutei semoventi, e (a dx) minatori, coperti da tetti semoventi. Dalla merlatura della città assediata, Ningyuan (attuale Xingcheng), spuntano i cannoni.

Le armi d'assedio rappresentarono una componente fondamentale nell'organizzazione degli eserciti durante la storia della Cina, sia durante il periodo pre-imperiale, certamente dall'affermazione della dinastia Zhou a discapito della proto-storica dinastia Shang nel XII secolo a.C., sia durante quello imperiale, dall'affermazione cioè della dinastia Qin (221–206 a.C.), uscita vincitrice dal c.d. Periodo degli Stati Combattenti (453–221 a.C.), sino alla fine della dinastia Ming (1368–1644).
Si trattava d'una serie di macchine adatte a scardinare o a superare le mura delle città nemiche degli assediati, oltre ad una serie di congegni d'artiglieria, la cui forma e tipologia richiama modelli in uso, nei vari periodi, nel Vicino Oriente antico, nell'Antica Grecia, a Roma e nel Medioevo/Rinascimento europeo, seppur spesso con particolari ed estrose variazioni.
Tutte queste armi restarono in uso in Cina ben oltre i termini della loro scomparsa in Occidente in favore dell'artiglieria a polvere da sparo. Solo nel corso del XIX secolo infatti, regnante la dinastia Qing (1636–1912), subentrata con la forza ai Ming, la Cina si sarebbe posta il problema di colmare il divario tecnologico che la svantaggiava rispetto agli imperi coloniali europei a seguito della disarmante facilità con la quale fu sconfitta durante le Guerre dell'oppio (1839–1842 e 1856–1860).

## Premessa

### L'arte dell'assedio in Cina
Lo sviluppo di una raffinata arte dell'assedio, ampiamente approfondita nella florida trattatistica militare del paese, ebbe certamente origine, in Cina, dal continuo ricorso a sistemi difensivi urbani di qualità e consistenza impressionanti ancora in piena Età moderna.
In Europa, le mura più alte furono costruite dall'Impero romano, con spesso un'altezza di anche 10 m, la medesima di molte mura cittadine cinesi, ma con spessore di solo 1,5-2,5 m. Ci furono ovviamente alcune eccezioni, es. le Mura Serviane di Roma spesse 3,6-4 metri ed alte 6-10 m, ma tutte le fortificazioni urbiche romane impallidivano al confronto con le mura cinesi loro contemporanee che in casi estremi potevano raggiungere uno spessore di 20 m alla base. Alcune primitive strutture difensive europee, come l'Hillfort di Otzenhausen, un forte ad anello celtico spesso 40 m in alcune parti, erano state di consistenza maggiore di quelle romane ma si tratta di pratiche architettoniche scomparse nell'Alto Medioevo.

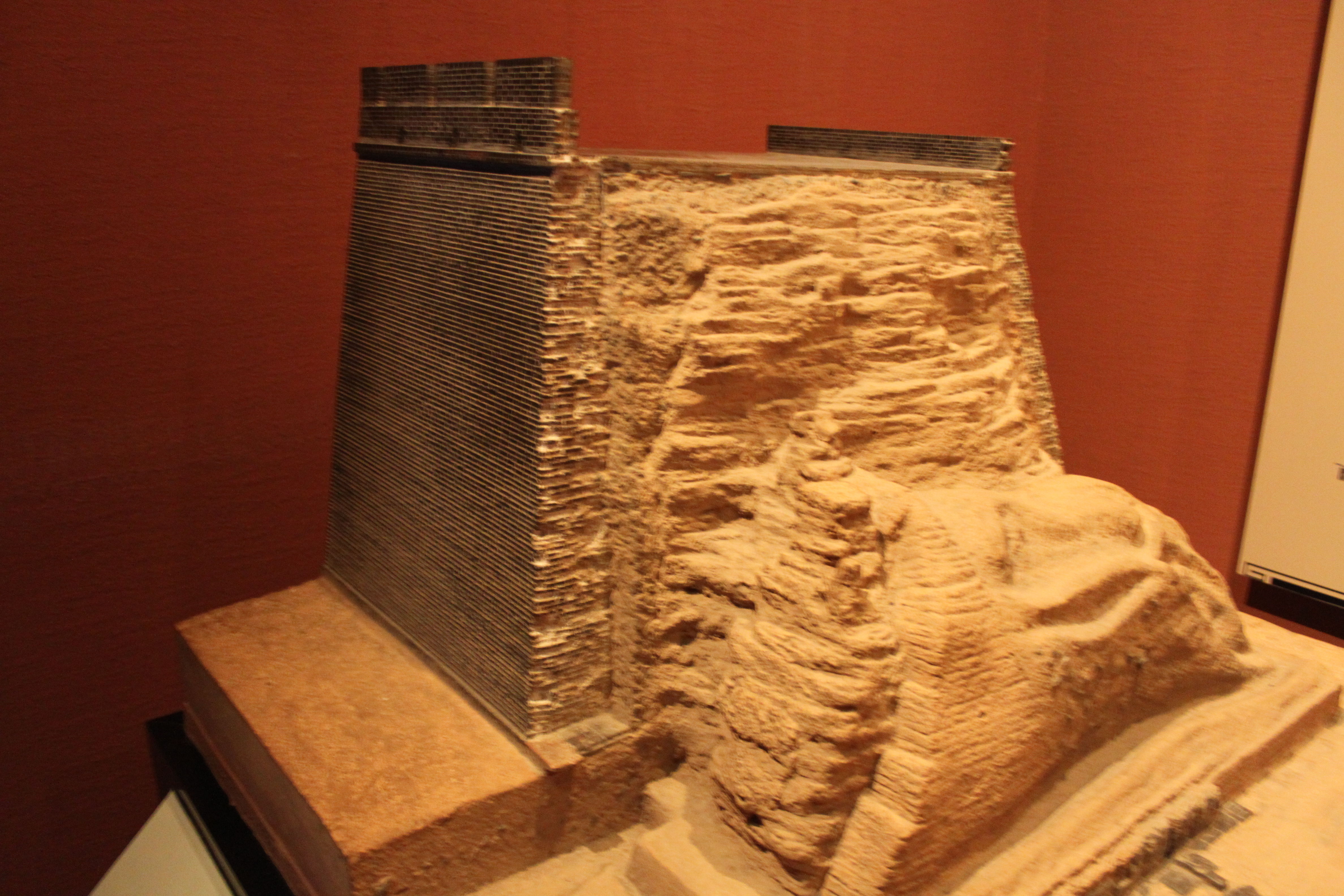
Tipica cinta muraria cinese (MODELLO).

Anche le mura di Costantinopoli, spesso descritte come «il più famoso e complicato sistema difensivo nel mondo civilizzato», non eguagliavano una grande cinta muraria cinese: se le mura esterne e interne di Costantinopoli fossero state combinate, avrebbero raggiunto solo poco più d'un terzo della larghezza di una cinta difensiva cinese. Secondo Filone di Alessandria, la larghezza di un muro doveva essere di 4,5 m di spessore per poter resistere all'artiglieria. Le mura europee del XIII-XIV secolo potevano raggiungere i livelli romani ma raramente li superavano in lunghezza, larghezza e altezza, con spessore standard di 2 mː un muro molto spesso nell'Europa medievale era largo 2,5 m, "sottile" per gli standard della Cina dove le mura del mercato di Chang'an erano più spesse di quelle delle principali capitali europee. Al tempo della dinastia Ming (1368–1644), le mura di una città capoluogo di prefettura/provincia cinese erano spesse 10-20 m alla base e 5-10 m alla sommità, mentre le mura della capitale imperiale, Pechino, estese per 24 km, erano alte 15 m, spesse 20 m al suolo e 12 m alla sommità, con nove porte cittadine costituite da porta-torre, torre di guardia e barbacane per delle dimensioni complessive di anche 100x80 m ed altezza di oltre 20 m.

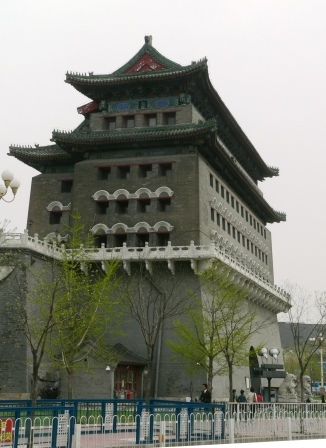
L'impressionante porta-cittadina Zhengyangmen (zh.) di Pechino.

Oltre che nelle dimensioni, le mura cinesi erano anche strutturalmente diverse da quelle europee. Le mura medievali europee per i castelli erano per lo più costruite con pietra intervallata da ghiaia o pietrisco e incollate da malta calcarea. Le mura cinesi utilizzavano una varietà di materiali diversi a seconda della disponibilità delle risorse e del periodo di tempo, dalle pietre ai mattoni alla terra battuta, la forma base di fortificazione in uso dai tempi della proto-storica dinastia Shang (XVII–XI secolo a.C.). A volte, sezioni diverse dello stesso muro utilizzavano materiali e tecniche di costruzione diversi: es. una sezione in pietra e un'altra in terra battuta. Nel Medioevo, erano comuni in Cina mura con nuclei di terra battuta che assorbivano i colpi dell'artiglieria. Le pareti erano costruite con strutture in legno entro le quali la terra era pressata sino ad un'alta compattazione, poi rimosse per essere utilizzate nella sezione di muro successiva. Dalla dinastia Song (960–1279) in poi, i terrapieni erano coperti da uno strato esterno di mattoni o pietra per prevenire la corrosione, e, dall'epoca Ming, i lavori di sterro furono intervallati da pietre e macerie. La maggior parte delle mura cinesi erano inoltre inclinate, non verticali, per meglio deflettere l'energia del proiettile, accorgimento che in Europa si diffuse solo con la "fortificazione alla moderna" sviluppate durante le Guerre d'Italia.
Quanto premesso aiuta a comprendere la necessità, per gli strateghi cinesi, di sviluppare e coltivare la poliorcetica ma spiega anche il perdurare nel Celeste Impero di un approccio antico/medievale all'assedio anche dopo l'avvento delle armi da fuoco.
Secondo lo storico della scienza Tonio Andrade, l'eccezionale struttura e spessore delle mura cinesi le rendeva molto meno vulnerabili ai bombardamenti di cannoni e mortai e ciò finì con il disincentivare l'allora regnante dinastia Ming dallo sviluppo dell'artiglieria pesante a polvere da sparo come invece stava contestualmente avvenendo in Europa. Sebbene la Cina fosse il luogo d'origine della polvere da sparo (ivi chiamata ironicamente 藥T, YaoP, lett. "Medicina"), del suo impiego bellico e delle prime bombarde, le armi lì rimasero relativamente piccole e leggere: meno di 80 kg per l'artiglieria pesante e meno di 2 kg per l'artiglieria leggera, salvo rarissime eccezioni. In Cina, il cannone iniziò inoltre a svolgere un ruolo significativo negli assedi non prima della metà del XIV secolo, al volgere cioè della dinastia Yuan (1279–1368) che pur aveva ampiamente utilizzato (e diffuso) le armi da fuoco sui campi di battaglia, rivelandosi più spesso risolutivo per gli assediati, come arma difensiva, che per gli assedianti quale arma offensiva.

### Esegesi delle fonti

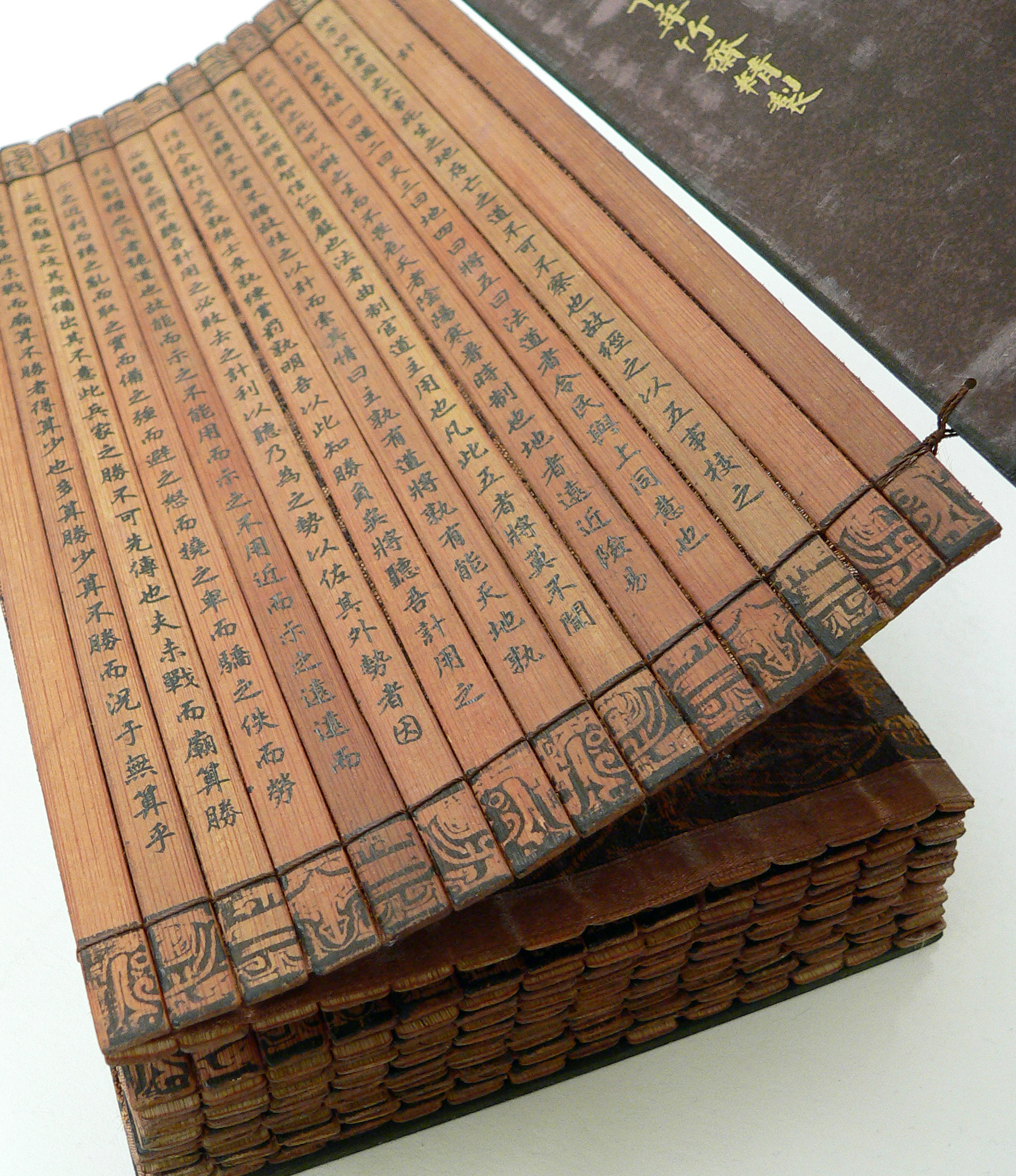
L'arte della guerra di Sun Tzu, copia su bambù trascritta sotto l'imperatore Qianlong (r. 1735–1796) - University of California.

Come anticipato, la tradizione letteraria cinese annovera anche diversi ed antichi testi d'argomento militare, i Sette classici militari (zh. 武經七書T, 武经七书S, WǔjīngqīshūP, Wu ching ch'i shuW), che, tra le altre cose, testimoniano la grande attenzione garantita alla poliorcetica dai cinesi sin dai primi secoli della loro storia.
Già Jiang Ziya (XII–XI secolo a.C.), funzionario della dinastia Zhou (XII–III secolo a.C.) impegnato come generale contro gli Shang mentre in Occidente si verificava il c.d. "Collasso dell'Età del Bronzo" e veniva combattuta la Guerra di Troia, ne I sei insegnamenti segreti (zh. 六韜T, 六韬S, lett. "Sei segreti"), il più antico dei Sette classici, tratta spesso il tema della conquista e della difesa delle città. Il contenuto dell'opera non permette di capire l'effettivo presenza negli eserciti cinesi dell'epoca di macchine/artiglierie rimarchevoli quali torri d'assedio o baliste ma cita espressamente misure difensive quali i triboli (zh. 蒺藜T, Ji LiP) e gli schermi semoventi dotati di punte tanto quanto ponti mobili estendibili per mezzo di catene che lui chiama "Ponti voltanti" e "Fiumi volanti", a seconda che servissero per superare fossati o larghi corsi d'acqua, quali equipaggiamento standard di cui tener sempre rifornita l'armata.
Cinque secoli dopo, Sun Tzu (544–496 a.C.), vissuto al termine del Periodo delle primavere e degli autunni (722–481 a.C.) precedente quello degli Stati Combattenti (453–221 a.C.), nel terzo capitolo de L'arte della guerra, approfondisce il tema dell'assedio, ribadendo l'importanza della sua accurata pianificazione (almeno tre mesi!) e l'uso degli appositi macchinari, fondamentalmente gli schermi mobili a protezione della truppa e "carri d'assalto", voce che, come si vedrà nel seguito, indica le torri d'assedio. L'opera non contiene certo le minuziose descrizioni dei macchinari che figurano nella Poliorketikà di Enea Tattico ma è indubbiamente più antica.
Fu invece il filosofo e carpentiere Mozi (470–391 a.C.), fondatore del Mohismo, a lasciare dettagliate descrizioni di macchinari ed armi d'assedio nel suo Canone e ad addestrare una schiera di seguaci esperti nella produzione di strumenti d'assedio attivi durante gli Stati Combattenti. Sfortunatamente, il Mohismo rientrò nel novero delle dottrine perseguitate dalla dinastia Qin (221–206 a.C.) nel Rogo di libri e la sepoltura di studiosi (213–206 a.C.) e ne fu stroncato, i suoi testi pesantemente danneggiati.
Il procedere delle scoperte archeologiche ha confermato e continua a confermare l'alto livello tecnologico raggiunto dai cinesi in campo bellico sia campale sia ossidionale già al tempo degli Stati Combattenti, contestualmente cioè ai grandi traguardi poliorcetici della Grecia Antica e ben prima dei grandi exploit dell'esercito romano (da Cesare in poi). Nei secoli successivi ed in modo sistematico a partire dalla dinastia Han (206 a.C.–220 d.C.), la prassi di codificare in trattati l'arte della guerra e conseguentemente dell'assedio produsse svariate altre testimonianze scritte relative alla poliorcetica cinese che, nel frattempo, si diffuse in tutto l'Estremo Oriente e l'Asia centrale facendo scuola.
Il perdurare in uso ai cinesi di macchinari d'assedio medievali ancora in epoca moderna è invece testimoniato dalla manualistica militare prodotta in epoca Ming, su tutti l'autorevole Wubei Zhi (zh. 武備志T, 武备志S, Wǔ Bèi ZhìP, Wu Pei ChiW, lett. "Trattato sugli Equipaggiamenti Militari") del generale Mao Yuanyi, edito nel 1621, considerato il più completo libro militare della storia cinese, dal quale sono state attinte la maggior parte delle nomenclature siniche per le armi sotto-riportate.

## Il genio militare nelle armate cinesi
Il precoce e ben documentato sviluppo della poliorcetica cinese passò ovviamente attraverso lo sviluppo di figure specializzate che mettessero in atto le indicazioni strategiche dei generali nelle operazioni d'assedio. Questi genieri erano indicati da una grande varietà di titoli e comprendevano sia figure di ufficiali sia di semplici serventi ai pezzi/macchinari. Le grandi operazioni d'assedio, in Cina come altrove, richiesero infatti un gran numero di operatori, non tutti forzatamente specializzati. Come anticipato, al novero dei genieri altamente specializzati appartenevano, nel periodo degli Stati Combattenti, i seguaci del Mohismo che scomparvero però nel III secolo a.C.
Al tempo della dinastia Tang (618–907), la poliorcetica cinese s'era ormai diffusa nelle contrade estremorientali con cui i cinesi avevano contatti e/o scontri: fond. la Corea di Goguryeo e Silla, il Giappone del Periodo Heian (la capitale nipponica di Nara fu appunto costruita prendendo a modello una città fortificata Tang), l'Impero tibetano, il Regno di Nanzhao (attuale provincia cinese dello Yunnan), il Vietnam-Annam (come Nara in Giappone, anche la capitale vietnamita di Hanoi fu costruita su modello Tang), ecc. In generale, molti di questi paesi fecero propria l'intera struttura amministrativo-burocratico della Cina imperiale, il c.d. Sistema dei Tre dipartimenti e sei ministeri (zh. 三省 六部S, Sān Shěng Liù BùP) all'interno dei quali figurava un Ministero della guerra/difesa (zh. 兵部S, BīngbùP) responsabile delle nomine, delle promozioni e delle dimissioni degli ufficiali militari, della manutenzione di installazioni militari, attrezzature e armi, nonché del sistema di corrieri. Questi paesi assimilarono sia le competenze ossidionali cinesi sia i relativi titoli per gli ufficiali del genio ma le fonti non permettono di comprendere con quanta frequenza arruolassero truppe di genieri cinesi propriamente dette. Le numerose battaglie combattute dai Tang, es. in Corea, misero però certamente a disposizione dei regni non-cinesi sia disertori sia prigionieri di guerra cinesi tra i quali possono benissimo aver figurato anche esperti genieri.
Abilissimo nel servirsi di genieri cinesi fu invece, nel XIII secolo, l'Impero mongolo. Impegnato di una vasta campagna su più fronti, contro diverse potenze rivali, per la conquista della Cina (v.si Conquista mongola della Cina), Gengis Khan iniziò rapidamente ad includere nelle armate mongole dei genieri specializzati cinesi: sin dal 1214 aveva istituito un'unità di catapulte con serventi cinesi e nel 1219-1220 li impiegò attivamente durante l'invasione della Corasmia. Con il procedere delle operazioni militari mongole in Asia centrale, «interi reggimenti» di artiglieri Han furono impiegati dai gengiscanidi e taluni storici suggeriscono che l'invasione mongola avesse portato armi cinesi a polvere da sparo in Asia centrale: es. il mortaio cinese chiamato huochong. I libri scritti in seguito nell'area descrissero non a caso l'uso di armi a polvere da sparo similari a quelle cinesi. Una chiliarchia d'ingegneri Han provenienti dalla Cina settentrionale accompagnò Hulagu Khan, nipote di Gengis, nel suo attacco al Medioriente ed a loro si dovette il successo della Presa di Baghdad (1258). Come anticipato, l'uso di truppe ed armi cinesi da parte della dinastia Yuan fondata in Cina da un altro nipote di Gengis, Kublai Khan, fu rimarchevole.
Per riconquistare la Cina agli Yuan, i Ming dovettero far largo uso d'artiglieria, oltre a ricorrere ad un gran numero di truppe e di genieri: i registri dinastici c'informano che si dal tempo della Rivolta dei Turbanti Rossi (1351–1368) la dinastia disponeva di migliaia di serventi ai trabucchi ma non siamo in grado di sapere se si trattava di genieri specializzati o di bassa forza reclutata all'occorrenza.

## Macchine d'assedio

### Ariete

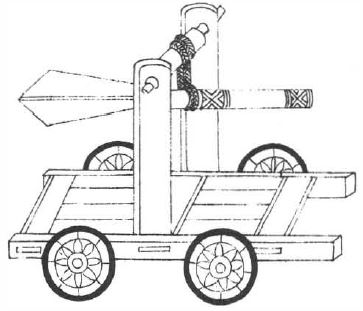
Ariete mobile basculante (Zhuang Che) placcato in ferro - ill. in Wujing Zongyao (XI secolo).

L'ariete cinese utilizzava una testa placcata in metallo (inizialmente rame/bronzo poi ferro) già nel XII secolo a.C., stando all'opera di Jiang Ziya. La forma matura dell'arma diviene un macchina vera e propria, chiamata 撞車T, Zhuang CheP, lett. "Carro-ariete": l'arma è assicurata ad una struttura verticale montata su di un traino, appesa a corde/catene per sfruttarne il movimento basculante, poi dotata, all'introduzione della polvere da sparo, anche di un cannone. L'ariete poteva anche essere impiegato come strumento di difesa, oltre che d'offesa e prendeva il nome di 降魔杵T, Xiang Mo ChuP, lett. "Pestello che sottomette i demoni": la struttura verticale veniva montata sulle mura e l'arma, sempre ad azionamento basculante, veniva utilizzata per colpire le torri d'assedio che s'approcciavano alla merlatura.
Le corde/catene che assicuravano l'arma al telaio erano il punto vulnerabile della macchina che il nemico cercava di colpire con lunghi uncini inastati (zh. 提鈎T, Ti GouP, lett. "Gancio di sollevamento"), evoluti a partire dall'uncino d'abbordaggio.

### Carro falcato
In Cina, la falce murale ed il gancio da assedio erano solitamente montati su di un traino per velocizzarne lo spostamento ed aumentarne dimensioni ed efficacia. Il loro scopo era abbattere i parapetti e la parte superiore delle mura per facilitare l'aggancio delle scale d'assedio. Una volta che il gancio/rostro era stato agganciato al bersaglio, una squadra di 50-100 uomini ne afferrava la corda e tirava per strapparlo provocando danni alla struttura colpita sino al risultato desiderato. Erano usati già nel periodo dei Tre Regni (220–265), come riportato da Chen Lin :
(Chen Lin)

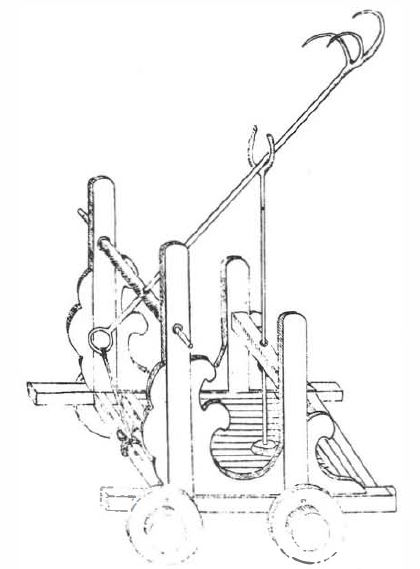
Gancio da assedio su carro - ill. in Wujing Zongyao (XI secolo).
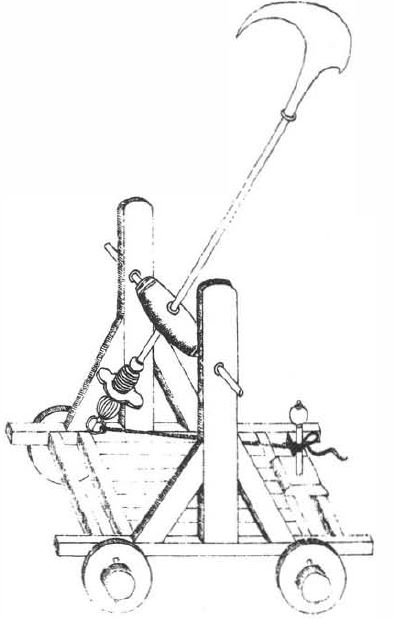
Falce murale su carro - ill. in Wujing Zongyao (XI secolo).

### Scala d'assedio
Le scala d'assedio fu utilizzata in Cina sin dagli Stati Combattenti. La tipologia preminente era una scala pieghevole incernierata conosciuta come "scala delle nuvole" (zh. 雲梯T, Yun TiP). Originariamente utilizzava un contrappeso per aprirsi una volta alla portata delle mura nemiche ma il congegno si rivelò troppo vulnerabile e passò a un semplice meccanismo di trazione durante la dinastia Song. La versione più recente prevedeva che gli uomini tirassero le corde da dietro con l'aiuto di un lungo palo per spostare la scala superiore in posizione. I modelli particolarmente complessi comprendevano, al di sotto della scala vera e propria, un vano per ospitare i soldati che fornivano fuoco di copertura con le balestre ai compagni intenti ad arrampicarsi. Le scale più grandi erano montate su sei ruote mentre quelle più piccole su quattro.
In epoca Ming, la Yun Ti era una complessa macchina d'assedio il cui vano sotto-scala ospitava quattro pezzi d'artiglieria campale (tre 威遠砲T, Wei Yuan PaoP, lett. "Maestoso cannone a lungo raggio" e un 大將軍砲T, Da Jiang Jun PaoP) con i relativi artiglieri.

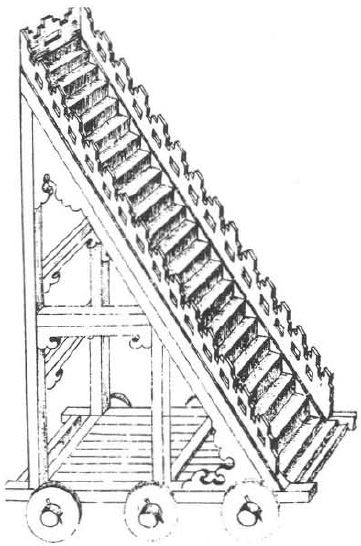
Scala d'assedio "celeste" - ill. in Wujing Zongyao (XI secolo).
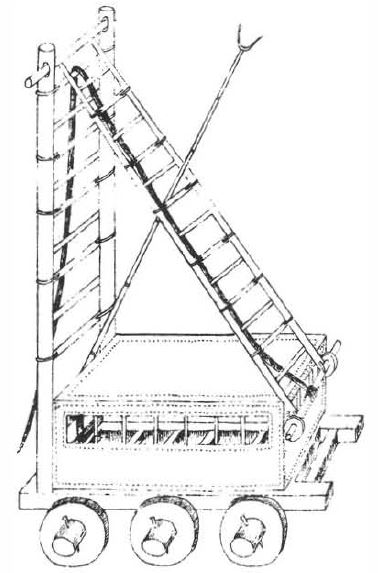
Scala d'assedio estendibile - ill. in Wujing Zongyao (XI secolo).
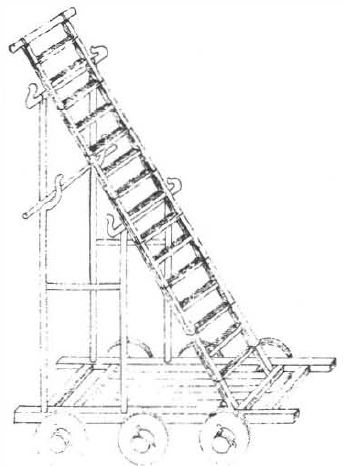
Scala a rastrello - ill. in Wujing Zongyao (XI secolo).
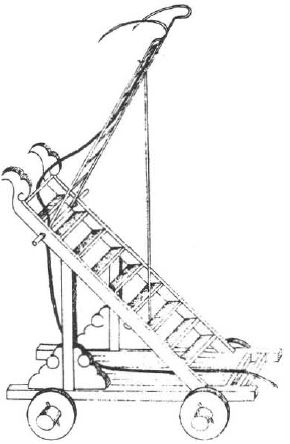
Scala d'assedio con corvo per l'aggancio alle mura - ill. in Wujing Zongyao (XI secolo).
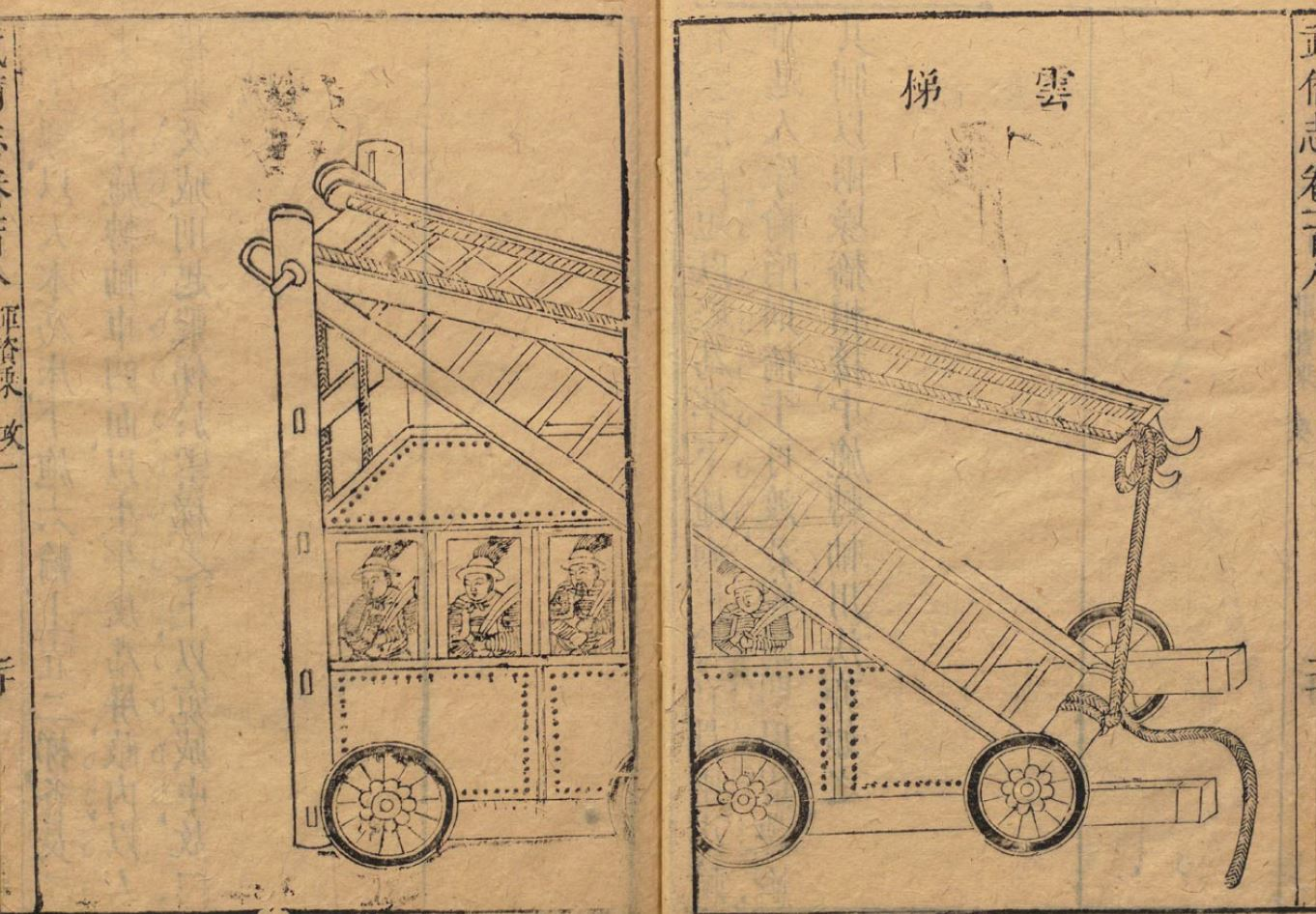
Scala delle nuvole d'epoca Ming - ill. in Wubei Zhi (XVII secolo)
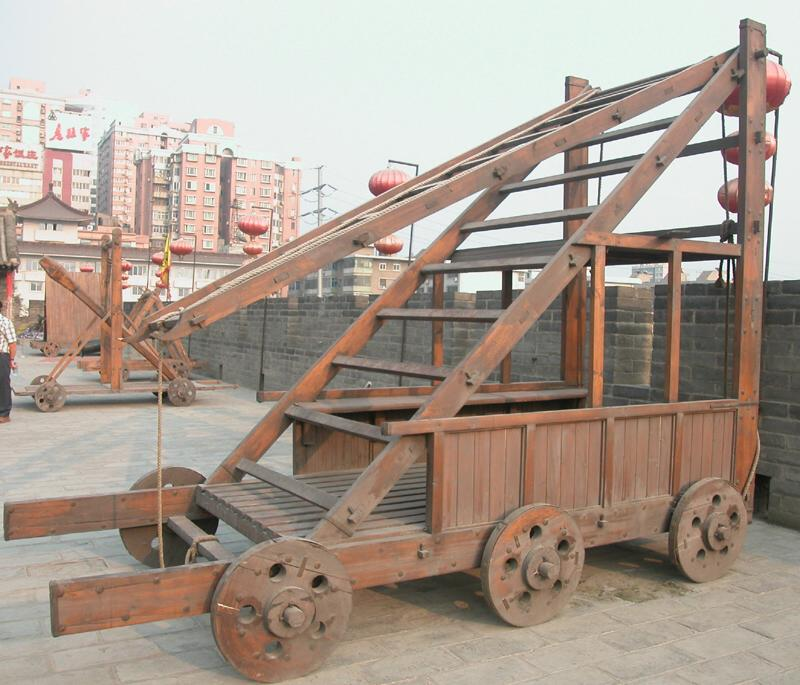
Scala delle nuvole (RICOSTRUZIONE).

### Strutture difensive semoventi
Varie tipologie di barriere mobili erano utilizzate durante l'assedio per garantire protezione agli assedianti e/o agli arcieri e balestrieri impegnati a bersagliare la merlatura nemica: i più tipici erano i plutei semoventi (zh. 木幔S, Mu ManP) e le strutture semoventi protette da tettoia come i muscoli o le testuggini. Congegni più complessi, come le c.d. "gallerie intrecciate", venivano utilizzati per lo scavo di mine/trincee per intaccare le fondazioni delle mura (v.si "Guerra di mina" nel seguito) o per riempire i fossati. Alcune fonti iconografiche presentano anche soluzioni difensive più basilari: schermi quadrangolari dotati di ruote ad una delle estremità da addossarsi alle mura come fossero scale d'assedio creando così una tettoia sotto cui far operare i minatori.

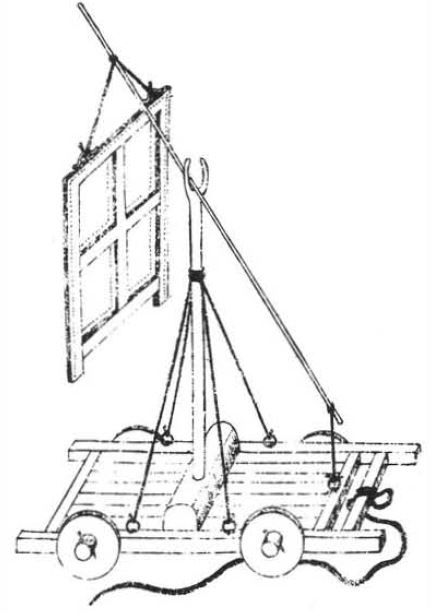
Pluteo semovente - ill. in Wujing Zongyao (XI secolo).
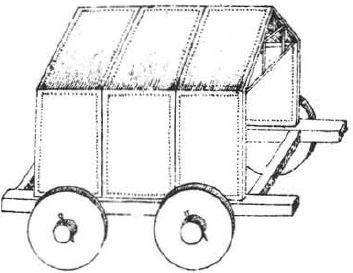
Muscolo - ill. in Wujing Zongyao (XI secolo).
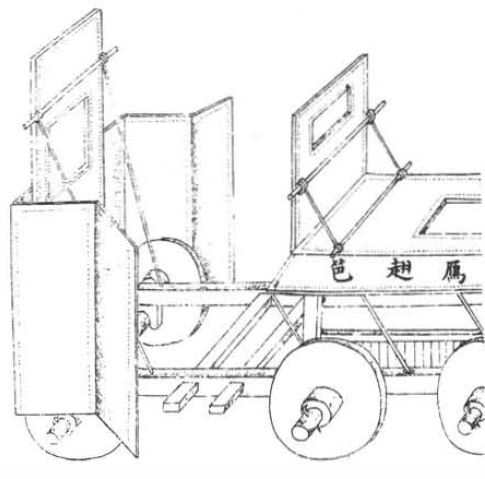
Carro con pluteo - ill. in Wujing Zongyao (XI secolo).
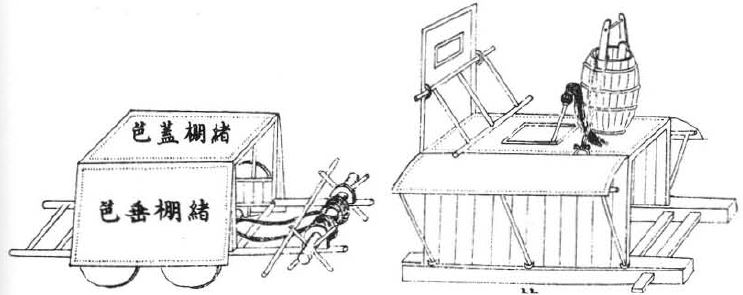
Copertura semovente per minatori - ill. in Wujing Zongyao (XI secolo).
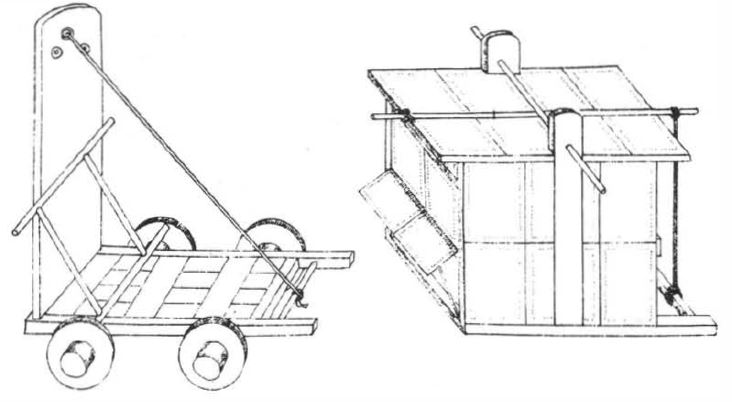
Ponte levatoio semovente per il superamento di fossati, sia coperto sia scoperto - ill. in Wujing Zongyao (XI secolo).

### Strutture offensive semoventi
In epoca Ming, il c.d. "carro d'assalto" (zh. 衝車T, Chong CheP), etimo che aveva genericamente indicato la torre d'assedio (v.si seguito) prese ad indicare una impressionante struttura corazzata semovente, a metà strada tra un fortino su ruote ed un carrarmato vero e proprio. Era una piccola torre d'assedio alta tre piani su quattro ruote, sviluppata in profondità più che in altezza, corazzata con spesse assi di salice ricoperte di pelli di mucca. Era armato con due cannoni Wei Yuan Pao e due cannoni Da Jiang Jun Pao nella parte anteriore e sei Wei Yuan Pao su ciascun lato, per un totale di sedici pezzi d'artiglieria. Trasportava sedici artiglieri e necessitava di ventiquattro serventi per essere movimentata.
Il "ponte volante" (zh. 飛杠T, Fei GangP, lett. "Ponte di tronco volante") già menzionato da Jiang Ziya nel XII secolo a.C. era una tavola di legno su ruote che le truppe assedianti spingevano in un fossato per farne un ponte con cui superarlo. Molto più leggero e semplice da costruire d'una torre d'assedio, quest'antesignano veicolo gettaponte a trazione manuale veniva prodotto in grandi quantità per lanciare assalti massicci ai fossati e, all'occorrenza, poteva essere integrato con tavole aggiuntive articolate per coprire ostacoli d'ampiezza maggiore.

Ponte mobile articolato per l'attraversamento di fossati/canali - ill. in Gujin Tushu Jicheng (XVIII secolo).

Una categoria a sé era costituita dallo 行女牆T, Xing Nu QiangP, lett. "Paravento/Baraccamento mobile", una fortezza miniaturizzata su ruote, completa di merli, feritoie e persino una porta-torre, costruita a partire dalla struttura d'una torre d'assedio a sei ruote. Caduta in disuso durante l'epoca Ming, questa macchina "offensiva" era con buona probabilità utilizzata come posto di comando mobile e fortificato per l'esercito degli assedianti.

### Torre d'osservazione

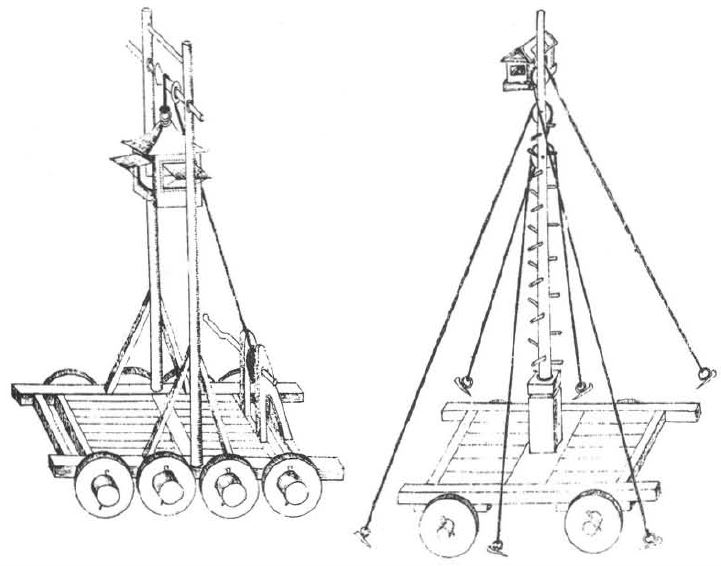
Torri d'osservazione mobili - ill. in Wujing Zongyao (XI secolo).

Per monitorare le operazioni nemiche all'interno della città assediata, gli assedianti utilizzavano torri d'osservazione sia statiche ("torri con nido") sia posizionate su carri.
Le torri statiche venivano utilizzate anche come strumento d'offesa: posizionate in prossimità delle mura nemiche, eventualmente sopra un terrapieno, fungevano da piattaforma sopraelevata per far piovere proiettili sui difensori. La 井闌T, Jing LanP, lett. "Vera da pozzo" era appunto un'alta e massiccia torre di legno, dalla struttura con corazzata (i.e. travi portanti a vista), che ospitava, dietro una barriera di plutei lignei, gli arcieri. La Jing Lan costituiva lo strumento basilare d'assedio: all'atto di circonvallare (zh. 距堙 o 距闉T, Ju YinP) una città per la sua conquista statica a mezzo inedia, i cinesi scavavano un fossato di contenimento, innalzavano un terrapieno e vi collocavano le torri d'osservazione/attacco per gli arcieri. Ampiamente utilizzata in Cina accanto alla più mobile torre d'assedio (v.si seguito), la Jing Lan cadde in disuso durante l'epoca Ming, pur seguitando a venir citata nei loro manuali come il Wubei Zhi.

### Torre d'assedio

Grande Torre d'assedio cinese a otto ruote - ill. in Gujin Tushu Jicheng (XVIII secolo).

La torre d'assedio (zh. 攻城臨衝呂公車T, Gong Cheng Lin Chong Lu Gong CheP, lett. "Carro d'assalto di Lord Lu [i.e. Jiang Ziya] per l'avvicinamento alla città assediata") fu utilizzata in Cina sin dal VI secolo a.C. Erano spesso chiamate semplicemente "carro da sorveglianza" o, come anticipato, "carro d'assalto" o una combinazione dei due.
Una tipica torre d'assedio cinese era alta cinque piani e montata su assi con due ruote su ciascun lato. Veniva spinta in avanti dagli uomini posizionati nel piano più basso oppure trainata da cavalli e buoi. La sua superficie era coperta di cuoio o altro materiale isolante per proteggerla dal fuoco e poteva essere arricchita dalla presenza di altri strumenti d'assedio quali scale, ariete o altro. Torri di grandi dimensioni erano movimentate tramite sei o otto ruote.
Il re di Wu ne parlò in un passaggio paragonando gli eserciti di terra alla marina:
(Re di Wu, 514–496 a.C.)
Testimonianze dell'uso della torre d'assedio in Cina in epoca antica e medievale sono molteplici.

Al tempo dei Tang, durante l'assedio di Shenyang del 783, fu costruita una torre d'assedio alta 10 metri, protetta da strati di pelle bovina e dotato di sacche d'acqua in cuoio per meglio resistere ai proiettili incendiari. Fu utilizzata nel tentativo di violare la città ma i difensori riuscirono a scavare una trincea d'intercettazione davanti alla macchina (v.si Guerra di mina), rovesciandola e distruggendola con il fuoco.

Nel 1132 la dinastia Jurchen-Jīn (1115–1234) costruì torri d'assedio chiamate "ponti celesti" durante l'assedio di De'an ma non riuscì a raggiungere le mura nemiche a causa dell'uso di lunghe travi per respingerle.

La torre d'assedio passò poi in uso ai Mongoli di Gengis Khan (come tutti gli altri espedienti della poliorcetica di cui i temuti cavalieri della steppa difettavano) e fu abbondantemente utilizzata nelle guerre della dinastia Yuan fondata dal nipote di Gengis, Khagan (imperatore) Kublai Khan (r. 1260–1294), restando massicciamente in uso sino alla già citata Rivolta dei Turbanti Rossi che portò al potere i Ming a discapito degli Yuan. In epoca Ming, il macchinario cadde sistematicamente in disuso e l'etimo "carro d'assalto" passò ad indicare la fortezza/cannoniera semovente sopra descritta.

L'ultimo utilizzo registrato della torre d'assedio fu nel 1851 da parte dei ribelli Taiping nell'assedio di Guilin, dopo che il loro primo attacco con le scale d'assedio fallì. I Taiping montarono sulle torri dei cannoni per bombardare i soldati Qing che presidiavano le mura ma la torre fu distrutta da una combinazione di olio incendiario e lunghi pali avvolti in materiale incendiario alle estremità utilizzate dai difensori.

## Artiglieria

### Balista

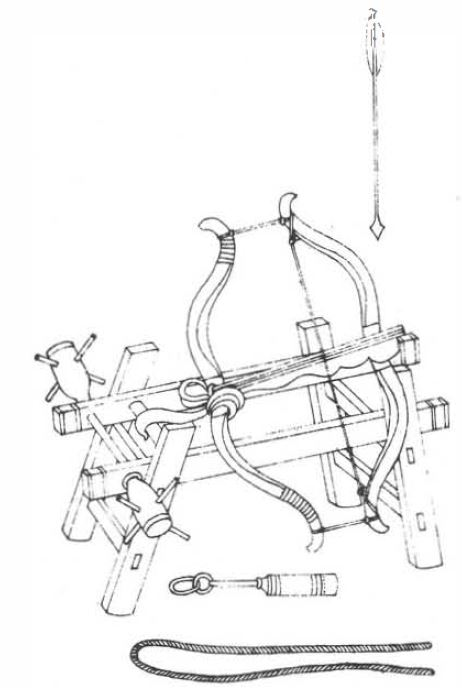
Balista a doppio arco (Shuang Gong Chuan Nu) - ill. in Wujing Zongyao (XI secolo).

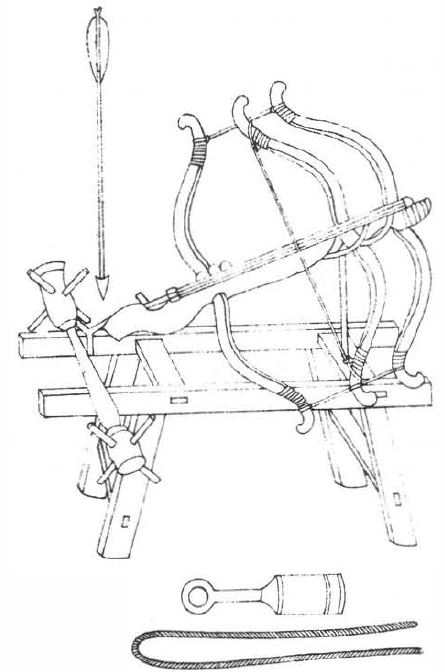
Balista a triplo arco (San Gong Chuang Nu) - ill. in Wujing Zongyao (XI secolo).

Paese interessato sin dal VII secolo a.C. all'uso della balestra, la Cina ne impiegò massicciamente l'equivalente d'artiglieria, la balista, chiamata letteralmente "letto-balestra" perché montata su strutture rettangolari, spesso munite di ruote, simili ad un letto, sin dal Periodo degli Stati Combattenti. Differentemente dalla balista romana, quella cinese funzionava per tensione e non per torsione. I flettenti dell'arma erano spesso più di due, combinati per aumentare la tensione e la velocità iniziale del dardo, dando così forma alla balista a doppio arco (zh. 雙弓床弩T, Shuang Gong Chuan NuP, anche 兩弓弩T, Liang Gong NuP) e a triplo arco (zh. 三弓床弩T, San Gong Chuang NuP, anche 八牛弩T, Ba Niu NuP, lett. "Balestra degli otto buoi"). Secondo il Wujing Zongyao, queste armi avevano una portata di 450 metri mentre altre fonti Song indicano portate doppie o addirittura triple.
Di tutte quante le baliste esistevano versioni grandi o piccole (zh. 次T, CiP), necessitanti, rispettivamente, più o meno serventi al pezzo. Parimenti, di tutte le baliste esistevano versioni classiche, da caricarsi con un solo dardo, e versioni multi-dardo. In ultimo, esistevano delle baliste, pur ad arco multiplo, "manuali" necessitanti cioè di diversi serventi per essere caricate ma che potevano poi essere imbracciate ed utilizzate da un solo balestriere: es. la 手射三弓弩T, Shou She San Gong NuP, versione portatile della balista a triplo arco che comunque necessitava di 20 serventi per essere caricata.
Le baliste disponevano di un'ampia gamma di proiettili, ognuno con il suo specifico scopo: con punta a scalpello (zh. 鑿頭箭T, Zao Tou JianP), con punta di lancia (zh. 一鎗三劒箭T, Yi Qiang San Jian JianP), perforanti per agganciare alle mura le corde con cui issare le scale d'assedio (zh. 踏撅箭T, Ta Jue JianP, lett. "Freccia che apre il passo"), ecc. Con l'introduzione della polvere da sparo, i dardi vennero poi anche caricati con munizione incendiaria.

#### Letto-balestra
Le baliste/"letto-balestre" furono descritte nelle opere di Mozi come armi difensive poste in cima ai bastioni. Questa balista d'assedio Mohista era un enorme dispositivo con strutture più alte di un uomo e dardi cui erano assicurate delle corde per poter essere recuperate e riutilizzate. Durante la dinastia Han, le baliste erano usate come artiglieria mobile da campo e conosciute come "carri militari forti". Intorno al V secolo, più archi furono combinati per aumentare il peso e la lunghezza, creando così le baliste a doppio e triplo arco. Si dice che le versioni Tang di quest'arma abbiano ottenuto una portata di 1 160 iarde (1 060 m), valore supportato da 'Ata Malik Juwayni (1226–1283) sull'uso di armi simili da parte dei Mongoli nel 1256. Secondo Juwayni, Hulagu Khan portò con sé 3.000 baliste giganti dalla Cina, per l'assedio di Nishapur, e una squadra di tecnici cinesi per azionare un grande Kaman-i Gav, lett. "arco bovino", probabilmente una San Gong Chuang Nu, costruita in loco con legno di pino, che sparava grandi dardi a una distanza di 2.500 passi, cioè circa 1 100 iarde (1 000 m), utilizzato durante l'assedio di Maymun Diz.
La costruzione di quest'artiglieria, in particolare la fusione dei grandi grilletti, e il loro funzionamento richiedevano il più alto livello di competenza tecnica disponibile all'epoca. Furono utilizzati principalmente dall'VIII all'XI secolo e passarono in uso anche alle popolazioni asiatiche che avevano contatti con i cinesi: es. la letto-balestra rassomiglia molto alla "balista da elefante" in uso all'esercito dell'Impero Khmer (802–1431) come testimoniatoci dal bassorilievo di Bayon (Angkor), in Cambogia, del XIII secolo.
Lo storico della scienza Joseph Needham (1900–1995) così si espresse sulla portata della balista a triplo arco San Gong Chuang Nu:
(Needham 1994, p. 177)
Raffrontando i dati in nostro possesso, la balista a triplo arco "piccola" Ci San Gong Chuang Nu può essere considerata la migliore della tipologia: molto più potente anche delle grandi baliste a doppio arco, in grado di sparare munizione speciale come i dardi per puntellare le scale d'assedio, comunque più versatile e relativamente facile da trasportare rispetto alla sua controparte "grande".

#### Balista a dardi multipli
Una balista in grado di sparare più proiettili contemporaneamente (zh. 㪷子弩T, Dou Zi NuP, lett. "Balestra a secchiello") apparve in Cina intorno alla fine del IV secolo a.C. Un passaggio datato al 320 a.C. afferma che era montato su un traino a tre ruote che veniva movimentato lungo i bastioni. L'arma era azionata con un pedale e lanciava frecce lunghe 10 piedi (3,0 m). Venivano utilizzati anche altri meccanismi di traino come argani e buoi. Successivamente, furono utilizzati anche i grilletti di rilascio del pedale. Sebbene quest'arma fosse in grado di scaricare sul bersaglio più proiettili, ciò avveniva a discapito della precisione che risultava ridotta, pur mantenendo una gittata massima di 500 iarde (460 m), similare cioè a quella della classica letto-balestra mono-arco. Il carico dei proiettili multipli era permesso da un secchiello di ferro assicurato alla corda dell'arma, da cui il nome.
Quando i maghi del primo imperatore della Cina, Qin Shi Huang (r. 221–210 a.C.), non riuscirono a mettersi in contatto con «gli spiriti e gli immortali delle meravigliose isole del Mar Cinese Orientale», si scusarono dicendo che grandi mostri bloccavano loro la strada. Qin Shi Huang uscì personalmente con una balista a dardi multipli per vedere di persona questi mostri. Non ne trovò ma, in compenso, uccise un grosso pesce.
Nel 99 a.C. le baliste a dardi multipli furono usate come artiglieria da campo contro gli attacchi della cavalleria dei popoli nomadi della steppa eurasiatica che premevano sui confini cinesi.
Nel 759, Li Quan descrisse un tipo di balista a dardi multipli in grado di distruggere bastioni e torri cittadine:
(Li Quan)

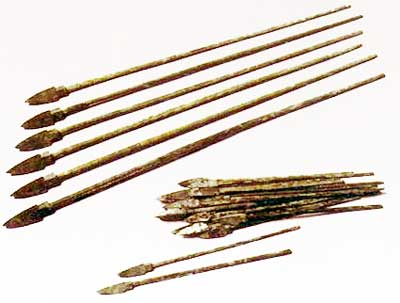
Dardi per balista (in alto) e balestra (in basso) della dinastia Qin (III secolo a.C.) - fotografia in Liang 2006.

Nel 950, Tao Gu descrisse più baliste collegate da un unico grilletto:
(Tao Gu)
L'arma fu considerata obsoleta nel 1530.
| Arma                                  | Scatti al minuto | Portata (m) |
| ------------------------------------- | ---------------- | ----------- |
| Arco composito cinese                 |                  | 150         |
| Arco Manciù                           |                  | 180–230     |
| Balestra cinese                       |                  | 170–450     |
| Balestra da cavalleria                |                  | 150–300     |
| Balestra a ripetizione                | 28–48            | 73–180      |
| Balestra a ripetizione a doppio colpo | 56–96            | 73–180      |

| Arma                | Equipaggio | Scatti al minuto | Portata (m) |
| ------------------- | ---------- | ---------------- | ----------- |
| Multi-dardo         |            | 6–12             | 365–460     |
| Arco singolo        |            |                  | 250–500     |
| Doppio arco piccola | 4–7        |                  | 350–520     |
| Doppio arco grande  | 7–10       |                  | 350–520     |
| Triplo arco piccola | 30-70      |                  |             |
| Triplo arco grande  | 70-100     |                  | 1.060       |

### Catapulta a ruota
Un celebre ingegnere ed inventore del periodo dei Tre Regni, Ma Jun (220–265), ideò un dispositivo che lanciava grandi pietre usando una ruota. Questo dispositivo consisteva in una ruota a tamburo fissata con un coltello ricurvo. Quando ruotavano, le pietre appese alla ruota venivano tagliate dal coltello e lanciate. Non è chiaro quanto bene abbia funzionato questo dispositivo nella pratica. Vengono menzionati i test riusciti con tegole al posto delle pietre ma lo studioso Liang Jieming sostiene che questo congegno non superò mai la fase di test e non sarebbe stato possibile realizzarlo con la tecnologia disponibile all'epoca.

### Dispositivi incendiari
Prima dell'introduzione della polvere da sparo, il proiettile incendiario noto come "freccia di fuoco" (zh. 火箭S, huǒ jiànP), in suo in Cina dal tempo delle Cinque dinastie e dieci regni (907–960) e predecessore della lancia da fuoco (zh. 火槍T, 火枪S, huǒ qiāngP), la prima arma da fuoco della storia, utilizzava olio minerale e zolfo come incendiari. Erano più comunemente usate dai difensori per bruciare le macchine d'assedio nemiche, come torri, scale e arieti, ma venivano anche usate dagli assedianti per creare incendi nelle città sotto attacco. La più primitiva forma di bomba incendiaria, attestata dal XI secolo, cioè qualche decade dopo la freccia di fuoco, fu la 火毬T, Huo QiuP, lett. "Palla di fuoco", un cesto di bambù o creta riempito di carta cui si dava fuoco infilandovi un ago di ferro arroventato. Un dispositivo più raffinato e rimasto largamente in uso era il 燕尾炬T, Yan Wei JuP, lett. "Torcia a coda di rondine", un fascio di canne imbevute nell'olio a forma di una stella a tre punte per meglio poggiarsi sulle macchine d'assedio contro le quali veniva calata/lanciato. La 金火罐T, Jin Huo GuanP, lett. "Lattina a fuoco metallico" fu utilizzata sin dall'assedio di Kaifeng (1126): un tubo multistrato di canapuli di canapa, fango, farina di frumento e setole di maiale, avvolto in uno spesso feltro imbevuto d'acqua, riempito di ferro fuso immediatamente prima di essere scagliato da un trabucco; era utilizzata come arma ustionante anti-uomo ma l'obbligata celerità di carico e scarico del proiettile da parte dei serventi al trabucco ne riduceva la precisione. Le "palle di fuoco spinate" utilizzavano una serie di ganci per agganciarsi al bersaglio.
Gli "uccelli incendiari" erano un altro tipo di veicolo per dispositivi incendiari: un pezzo di esca ardente delle dimensioni d'una noce era legato al collo o alla zampa di un uccello. L'idea era che una volta liberati, si sarebbero sistemati sui tetti della città nemica, dando fuoco alla paglia che ne costitutiva la più diffusa copertura. Con l'introduzione della polvere da sparo, si preferì sostituire i pennuti con un razzo a lungo raggio in bambù rivestito di carta o vimini di canna a forma d'uccello, lo 神火飛鴉T, Shen Huo Fei YaP, lett. "Corvo volante del fuoco divino/magico", per attaccare obiettivi fissi o in movimento (accampamenti, fortezze e navi da guerra).
Il "bue incendiario" era un altro veicolo con animale vivo: il bue veniva lasciato libero con due lance attaccate ai fianchi e un oggetto incendiario legato al didietro. Successivamente venne aggiunta anche una bomba ad azione ritardata. L'espediente è similare al "maiale incendiario" citato negli Στρατηγήματα (it. "Stratagemmi") di Polieno (II secolo).

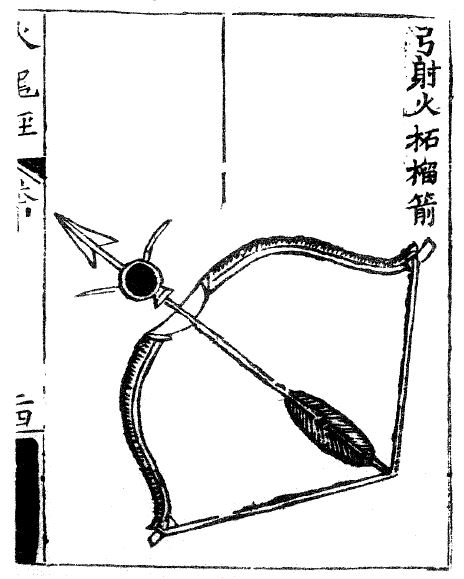
Una freccia di fuoco - ill. in Wubei Zhi (XVII secolo).
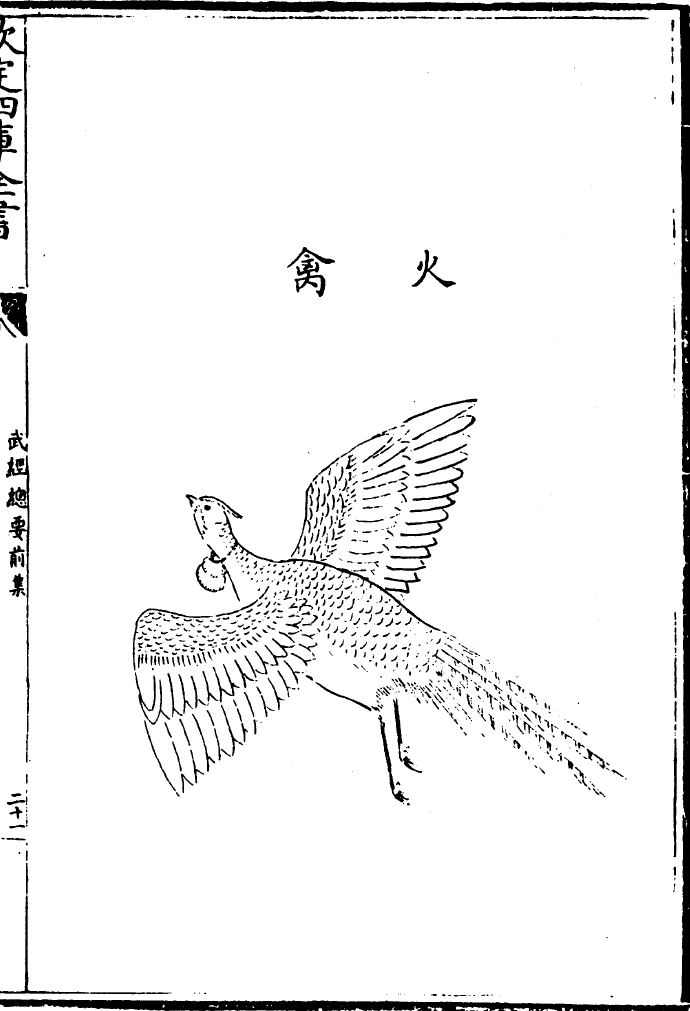
Un "uccello incendiario" - ill. in Wujing Zongyao (XI secolo).
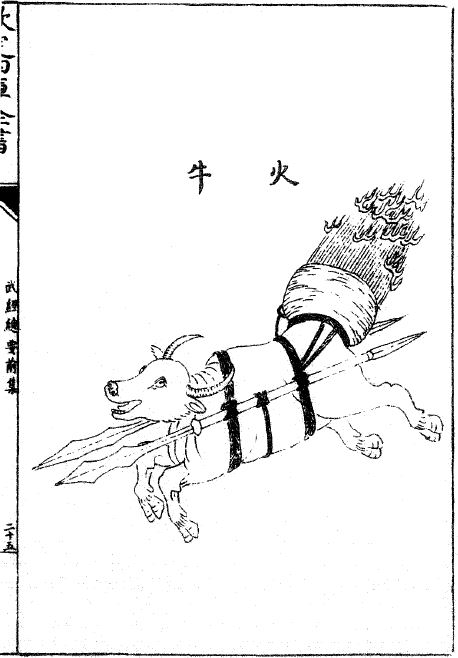
Un "bue incendiario" - un bue con delle lance assicurate ai fianchi e la coda incendiata - ill. in Wujing Zongyao (XI secolo).
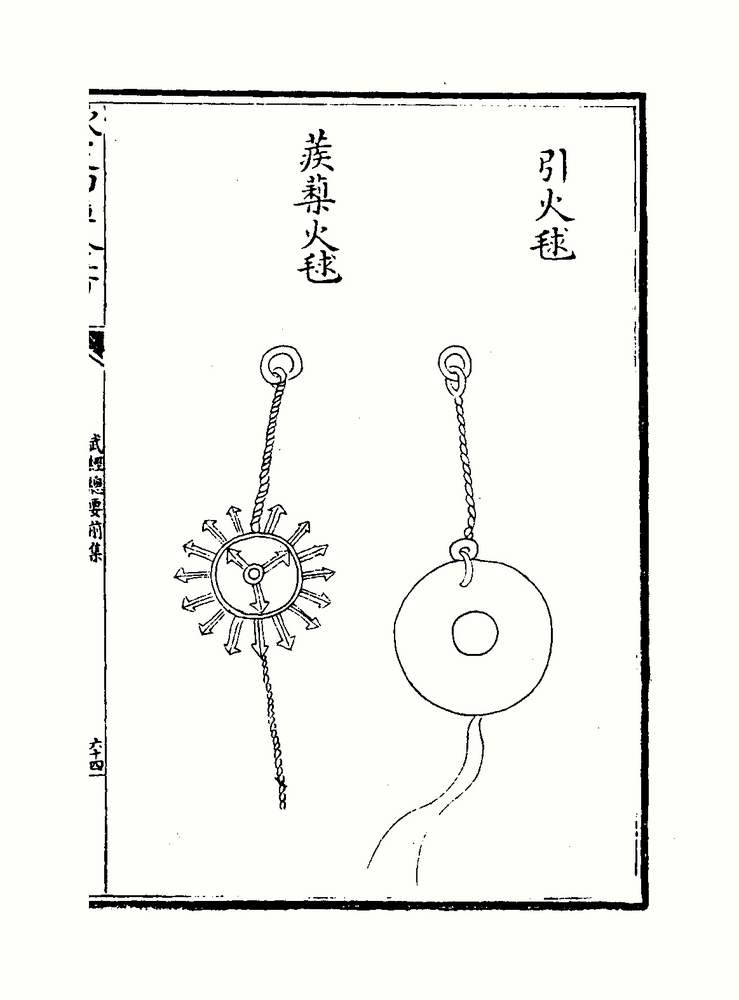
Una "palla di fuoco con accenditore" e una "palla di fuoco uncinata" - ill. in Wujing Zongyao (XI secolo).

### Trabucco
La Cina riveste un ruolo centrale nella storia dello sviluppo e della diffusione del trabucco, anzitutto della sua forma più arcaica, il c.d. "trabucco a trazione" o mangano/manganella, e nella sua forma più matura, il "trabucco a contrappeso" o trabucco vero e proprio. Quest'artiglieria poteva scagliare pesanti proiettili a notevole distanza ed essere caricata con munizione di vario tipo: rocce/massi; proiettili di terracotta (forma arcaica della moderna bomba a frammentazione); proiettili incendiari; ecc. Il "braccio" dell'arma era realizzato in bambù.

#### Manganella (Trabucco a trazione)
Il trabucco a trazione (zh. 礟T, PaoP), denominato in alcune fonti anche manganella, è un'artiglieria che trae dalla manodopera la sua forza motrice. Fu in uso in Cina sin dal IV secolo a.C. quando fu descritto nelle opere di Mozi. Consisteva in un braccio e una fionda montati su un telaio di legno, a volte dotato di ruote. Attaccate a un'estremità del braccio c'erano delle corde che i serventi tiravano per alimentare l'arma. Nel capitolo 14 del Mojing, il trabucco a trazione è descritto mentre scaglia tronchi scavati pieni di carbone ardente contro le truppe nemiche. Si diceva che i trabucchi montati su ruote avessero bisogno di 200 uomini per essere trainati.
Ai primordi dell'Impero cinese, sotto le dinastie Qin (221–206 a.C.) e Han (206 a.C.–220 d.C.), i trabucchi a trazione erano un'arma comune utilizzata sia in attacco sia in difesa. Più tardi, nel 617, Li Mi della dinastia Sui (581–618) costruì 300 trabucchi per il suo assalto a Luoyang e, nel 621, Li Shimin fece lo stesso a Luoyang. Nel medesimo periodo, per tramite degli Avari, i trabucchi a trazione cinesi raggiunsero il bacino del Mediterraneo ove sostituirono il meno efficiente onagro di tradizione romana ivi ancora in uso. Durante la dinastia Song, i trabucchi spararono bombe di calce e zolfo contro le navi della marina militare Jīn nella battaglia di Caishi nel 1161.
I trabucchi "vorticosi" e "a quattro zampe" apparvero durante la dinastia Tang. Il trabucco "vorticoso" (zh. 旋風砲T, Xuan Feng PaoP) utilizzava un unico palo verticale che poteva essere ruotato di 360 gradi per una maggiore versatilità a scapito della forza del proiettile. Era inoltre posizionabile su di un traino a quattro ruote e facilmente trasportabile già montato. Il trabucco "a quattro piedi" era essenzialmente il trabucco standard in uso sin dagli Stati Combattenti di cui però si specificava la maggior stabilità e potenza per differirlo dal trabucco "vorticoso".
Come armi difensive, i trabucchi a trazione erano posizionati dietro le mura cittadine e guidati da un "osservatore di artiglieria" sulle mura. La portata era determinata dalla forza e dal numero degli uomini che l'azionavano. Aumentare o diminuire la portata significava aggiungere o rimuovere uomini dalle corde che tiravano. La variante più leggera dell'arma era il 四川飛石T, Si Chuan Fei ShiP, lett. "Pietra volante del Sichuan", una manganella con semplice palo d'appoggio necessitante di due soli serventi, presumibilmente originaria o molto impiegata nella regione montuosa del Sichuan.
Il trabucco a trazione continuò ad essere massicciamente utilizzato fino all'introduzione del trabucco a contrappeso (v.si seguito) nel 1272 durante la Campagna mongola contro i Song (1235–1279). Lo sviluppo del trabucco a contrappeso non portò però alla scomparsa della manganella, né bisogna ritenere che i mongoli utilizzassero, in Cina o altrove, solo trabucchi contrappeso, anzi. Nella forma leggera del Si Chuan Fei Shi, restò in uso per la sua adattabilità alle asperità del terreno nel caso di attacco a roccaforti montane come quelle dei Tusi del Yunnan, Guizhou e Sichuan dei quali i Ming dovettero gestire varie rivolte; mentre ancora nel XVI secolo l'impiego dell'arma era tale che il celebre generale Qi Jiguang (1528–1588) ne codificò una forma standard ponendo fine alla gran varietà di Pao rimasti in uso dal tempo dei Song.

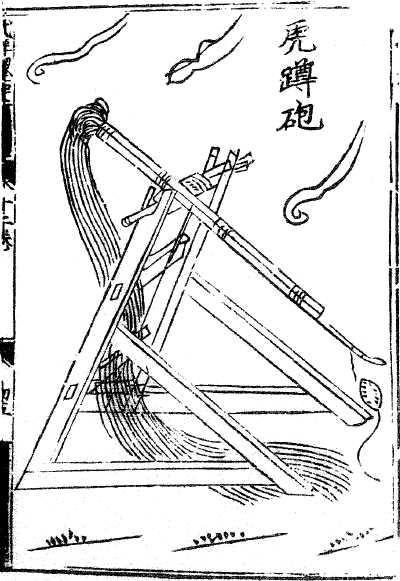
Trabucco "tigre accovacciata" - ill. in Wujing Zongyao (XI secolo).
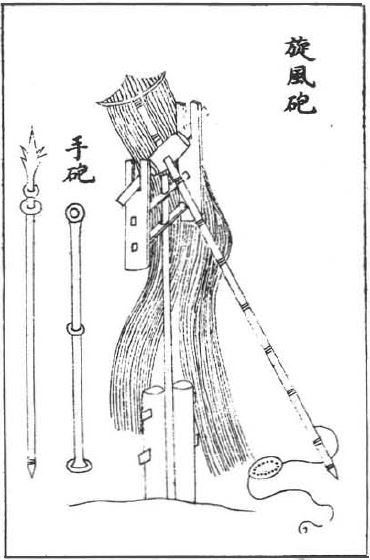
Un trabucco "vorticoso" - ill. in Wujing Zongyao (XI secolo).
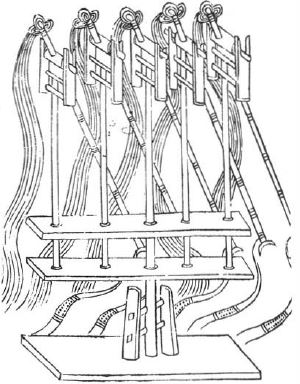
Trabucco "vorticoso" con cinque fionde - ill. in Wujing Zongyao (XI secolo).
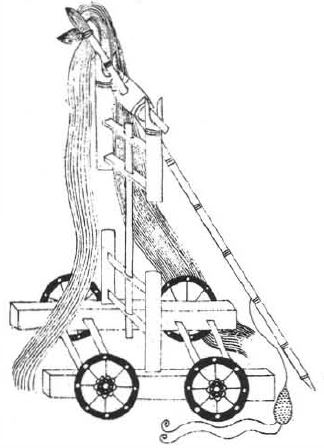
Un trabucco su ruote - ill. in Wujing Zongyao (XI secolo).
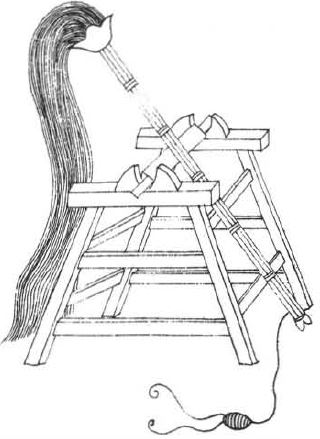
Trabucco a quattro piedi del tipo "sette bracci" - ill. in Wujing Zongyao (XI secolo).

#### Trabucco a contrappeso

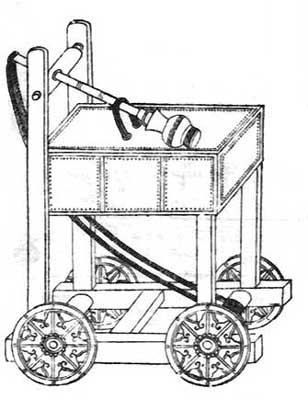
Un trabucco a contrappeso su ruote - ill. in Wujing Zongyao (XI secolo).

L'introduzione del trabucco a contrappeso in Cina è solitamente attribuita agli ingegneri musulmani reclutati da Kublai Khan per la battaglia di Xiangyang nel 1273 contro i Song. Potrebbe però avervi già fatto ricorso nel 1232 il generale Jīn Qiang Shen, ricordato quale creatore d'un dispositivo chiamato "Trabucco d'arresto" che richiedeva solo pochi uomini d'equipaggio e poteva scagliare grandi pietre a più di cento passi, più lontano cioè del più potente trabucco a trazione. Tuttavia non vengono forniti dettagli sulla costruzione della macchina. Qiang morì nel 1233 e non compaiono ulteriori riferimenti al suo trabucco d'arresto. Ancor prima, nel 1176, un ufficiale Song, Wei Sheng, avrebbe inventato un trabucco che poteva scagliare pietre e proiettili di polvere da sparo a circa 200 passi che, verosimilmente, doveva essere a contrappeso e non a trazione.
(Storia dei Jin, cit. in Needham 1986, p. 218.)
Il trabucco a contrappeso, noto in Cina come "trabucco musulmano" (o Huihui Pao), sostituì rapidamente la versione a trazione nel corso del XIII secolo. La sua maggiore portata era tuttavia in qualche modo contrastata dal fatto che doveva essere costruito sul luogo dell'assedio a differenza dei trabucchi a trazione che erano più facili da smontare e rimontare dove necessario.
Il trabucco a contrappeso rimase in uso in Cina per circa due secoli, quand'era ormai obsoleto causa il massiccio diffondersi dell'artiglieria a polvere da sparo.
| Arma                                      | Equipaggio | Peso del proiettile (kg) | Portata (m) |
| ----------------------------------------- | ---------- | ------------------------ | ----------- |
| Trabucco vorticoso                        | 50         | 1.8                      | 78          |
| Trabucco tigre accovacciato               | 70         | 7.25                     | 78          |
| Trabucco a quattro piedi (un braccio).    | 40         | 1.1                      | 78          |
| Trabucco a quattro piedi (due bracci).    | 100        | 11.3                     | 120         |
| Trabucco a quattro piedi (cinque bracci). | 157        | 44.5                     | 78          |
| Trabucco a quattro piedi (sette bracci).  | 250        | 56.7                     | 78          |
| Trabucco a contrappeso                    | ?          | ~86                      | 200–275     |

### Artiglieria a polvere da sparo

#### Premessa: l'arrivo della polvere da sparo nei campi di battaglia (e negli assedi) cinesi
Quando la polvere da sparo entrò in uso in Cina come esplosivo e non mero incendiario, nel X secolo, presumibilmente per le migliorie nella raffinazione della pirite di zolfo degli alchimisti Song, le frecce incendiarie furono caricate con la polvere da sparo (969) ed al principio del XIII secolo le fonti iniziarono a parlare di "frecce a polvere da sparo" (zh. huǒ yao jiànP). La stessa sorte toccò alla bomba incendiaria Huo Qiu che divenne una palla di carta cava, spessa cinque strati, avvolta in lino e sigillata con la colofonia e riempita di polvere da sparo. La polvere da sparo passò in uso anche per la munizione dei trabucchi e nella c.d. "difesa piombante", incentivando lo sviluppo delle bombe. Nel frattempo, anche altri tradizionali (e non convenzionali) ordigni incendiari venivano ammodernati con la polvere da sparo: es. come anticipato, il "bue incendiario" venne equipaggiato con delle bombe.

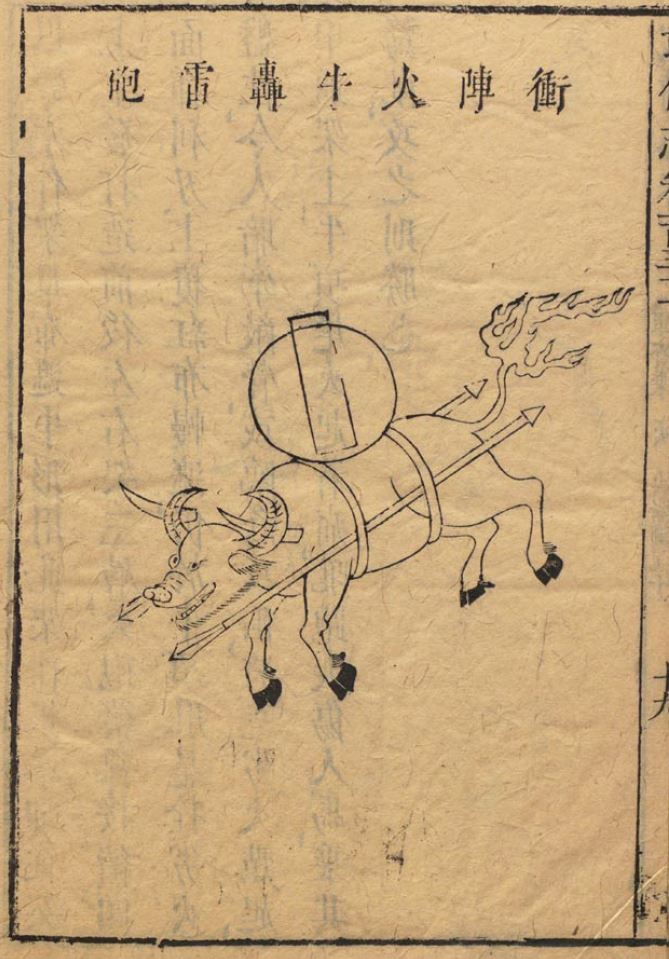
"Bue incendiario" con bomba sul dorso - ill. in Wubei Zhi (XVII secolo).
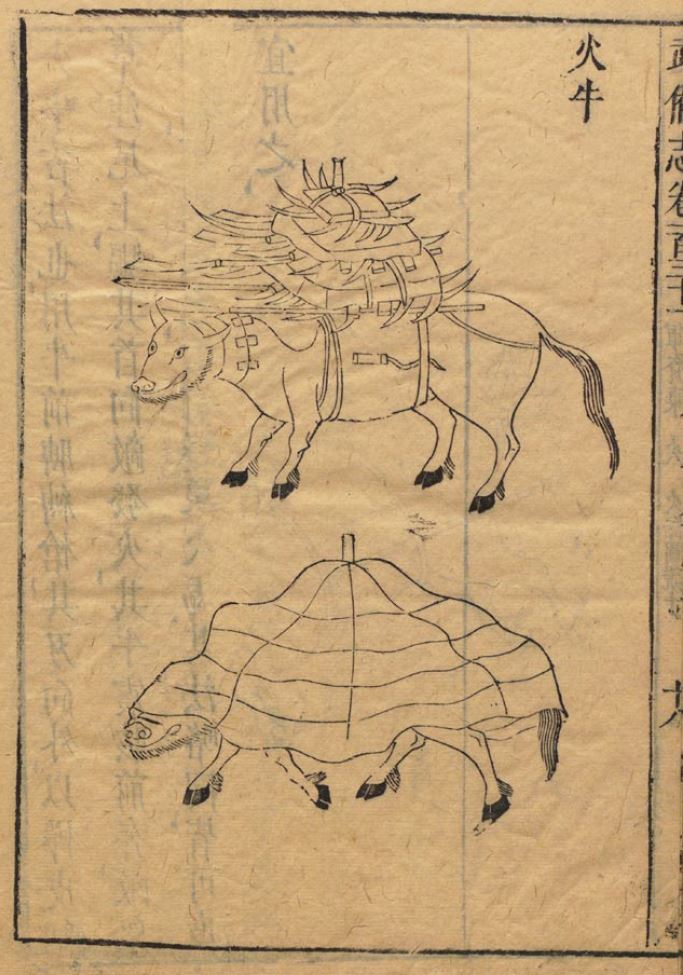
"Bue incendiario" con bomba a frammentazione (un ordigno coperto di lame racchiuso in una mantella) sul dorso - ill. in Wubei Zhi (XVII secolo).

La produzione di polvere da sparo e frecce di fuoco, oltreché di bombe, aumentò notevolmente in Cina nell'XI secolo, quando la corte Song centralizzò il processo di produzione degli ordigni, commissionando grandi impianti di produzione della polvere da sparo, assumendo artigiani, falegnami e conciatori per il complesso di produzione militare nella capitale, Kaifeng. Una fonte databile al 1023 elenca tutti gli artigiani che lavoravano a Kaifeng mentre un'altra riporta che nel 1083 la corte imperiale Song poté inviare da Kaifeng 100.000 frecce di fuoco a polvere da sparo a una guarnigione e 250.000 ad un'altra. Quando i Jīn catturarono Kaifeng nel 1126, s'accaparrarono non a caso 20.000 frecce di fuoco per il loro arsenale. In generale, le Guerre Jīn-Song (1125–1234), il culmine del secolare periodo d'instabilità politica che aveva afflitto la Cina dalla caduta della dinastia Tang nel 907 e che sarebbe stato chiuso dalla conquista mongola dell'Impero Celeste (1205–1279), portarono ad una rapida intensificazione dell'impegno nell'utilizzo e nello sviluppo tecnologico in Cina delle armi a polvere da sparo, spianando la strada per la c.d. "Rivoluzione militare moderna".

#### Bombe
Due tipi di bombe incendiarie d'uso abbastanza comune nel Medioevo erano la 鐵嘴火鷂T, Tie Zui Huo YaoP, lett. "Sparviero di fuoco dal becco ferreo", un fascio di canne intrecciate con polvere da sparo legate a un peso di legno collegato a un cerchio di ferro tramite il quale viene caricata al braccio del trabucco (poiché un proiettile fiammeggiante può danneggiare la fionda e/o la struttura del trabucco), e la 竹火鷂T, Zhu Huo YaoP, lett. "Sparviere di fuoco in bambù", un cesto di bambù riempito di polvere nera e sassolini (per aumentarne il peso) sigillato con strati di carta per evitare fuoriuscite e con un fascio di canne legato a un'estremità del cesto. La 西瓜砲T, Xi Gua PaoP, lett. "Bomba anguria" era una bomba a rilascio di triboli per la difesa d'assedio: aveva un grande guscio rotondo (da cui il paragone all'anguria) formato da quaranta strati di carta all'esterno e altri due strati di lino all'interno e conteneva 1-200 triboli di ferro e 60 petardi uncinati (火鼠T, Huo ShuP, lett. "Topo di fuoco"); le micce (4 in tutto) erano separate, attorcigliate e protette da un tubo di bambù, per impedire al nemico di disinnescare la bomba prima dell'esplosione. Veniva lanciata direttamente sui nemici ignari dalla cima della mura per esplodere in una pioggia di fiamme, triboli e Huo Shu che s'agganciavano ai bersagli dando fuoco alle loro vesti e aumentandone il panico affinché il danno dei triboli si massimizzasse (i nemici spaventati, correndo, avrebbero potuto calpestare i triboli finiti a terra senza fare danno). Nel tardo periodo Ming erano poi in uso ancora armi similari alle vecchie "Bombe tuono": semplici giare colme di polvere da sparo ed altri oggetti incendiari chiamate 萬人敵罐T, Wan Ren Di GuanP, lett. "Giara che rivaleggia con diecimila uomini" che venivano calate a mezzo catene dalle mura o direttamente gettate contro gli assedianti.

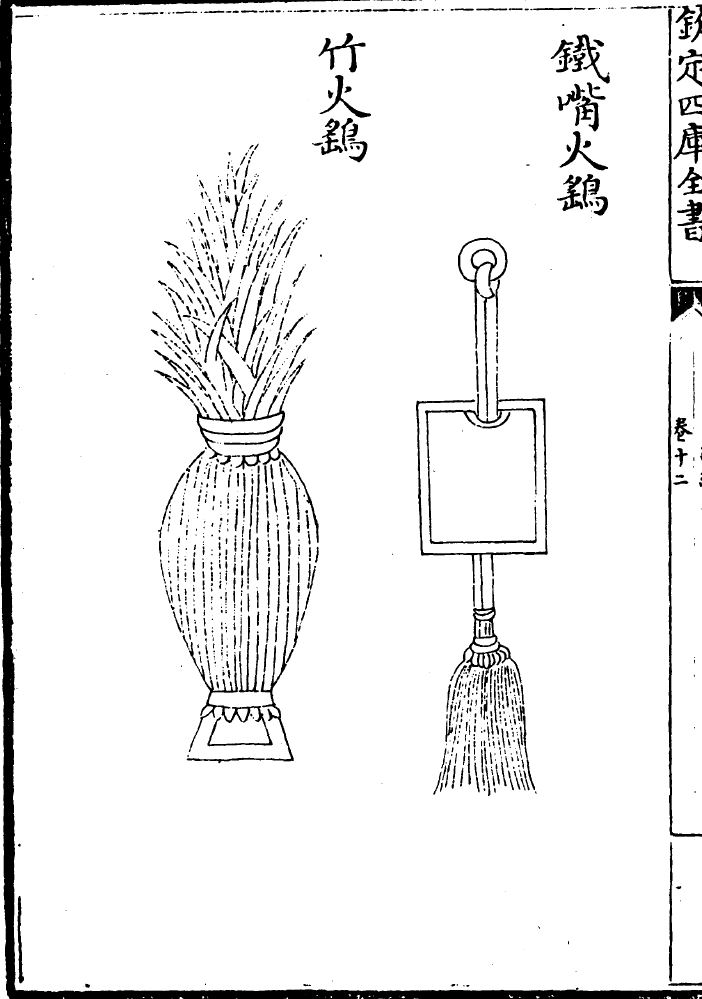
Bomba Zhu Huo Yao (sx) e Tie Zui Huo Yao (dx) - ill. in Wujing Zongyao (XI secolo).
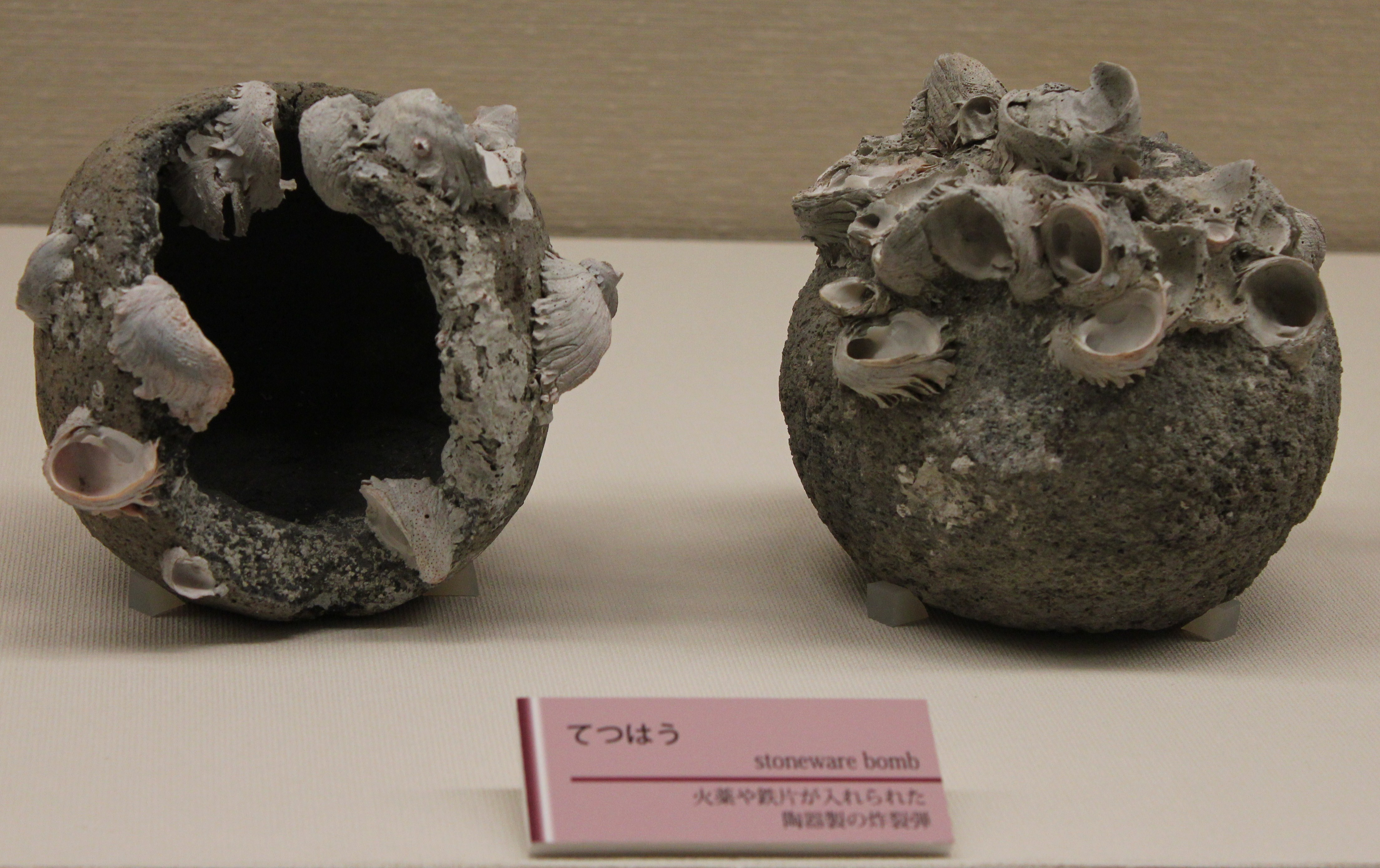
Bombe di gres, conosciute in cinese come Zhentianlei (bomba tonante) e in giapponese come Tetsuhau (bomba di ferro) delle invasioni mongole del Giappone (1271-1284).

#### Fuoco greco e Lanciafiamme

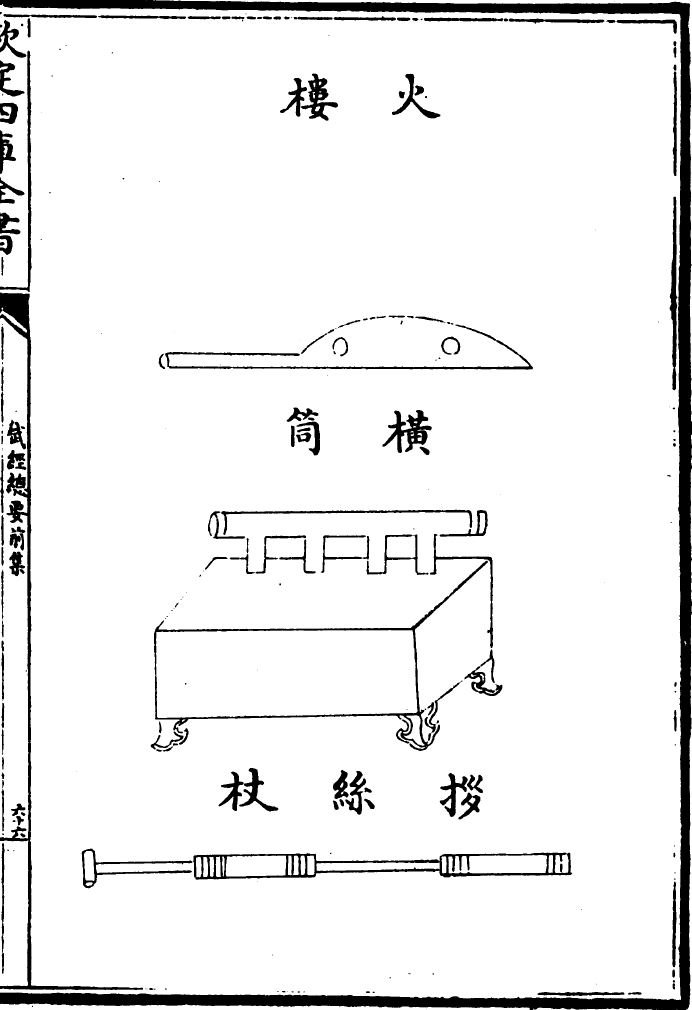
Un lanciafiamme cinese (Meng Huo You Gui) - ill. in Wujing Zongyao (XI secolo).

Il fuoco greco entrò nell'arsenale cinese intorno al 900, presumibilmente veicolato dagli Arabi, quand'era ormai in uso a scopo bellico nel Celesto Impero la polvere da sparo. Il lanciafiamme noto come 猛火油櫃T, Meng Huo You GuiP, lett. "Gabinetto petrolifero a fuoco feroce" era costituito da un contenitore d'ottone e da una pompa orizzontale collegata alla camera di accensione della polvere da sparo. Quando veniva spinta, la pompa provocava la fuoriuscita di nafta infiammata. Il Wujing Zongyao raccomandava che i dispositivi fossero posizionati sulle pareti in modo che quando i rotoli di paglia venissero lanciati contro le macchine d'assedio, venissero accesi dal fuoco della benzina. Un altro possibile impiego ossidionale era l'attacco alle trincee nemiche a ridosso delle mura. Nel XI secolo il dispositivo era d'uso tanto comune in Cina che si scherzava asserendo che i Confuciani ne conoscevano in meccanismo meglio di come conoscessero i Classici.
I lanciafiamme cinesi, come i loro equivalenti bizantini, avevano anche impieghi campali. Anzitutto marinareschi: es. nel 975, il comandante della marina dei Tang meridionali fu preso dal panico quando le navi nemiche l'attaccarono con una raffica di frecce; disperato, lanciò benzina con i lanciafiamme contro il nemico ma un improvviso vento da nord soffiò le fiamme nella direzione opposta, incendiando l'intera flotta e, umiliato, il comandante si suicidò saltando tra le fiamme. Nel 1126, invece, i Song schierarono i loro lanciafiamme a ridosso del Fiume Giallo per impedirne l'attraversamento alle truppe Jīn.

#### Cannoni
Come sopra anticipato, il cannone, entrato in uso in Cina negli assedi non prima della metà del XIV secolo, si rivelò più spesso risolutivo per gli assediati, come arma difensiva, che per gli assedianti quale arma offensiva. I pezzi standard prodotti in epoca Ming, per i summenzionati motivi, risultano più piccoli e leggeri se paragonati ai loro equivalenti europei: meno di 80 chilogrammi (180 lb) per l'artiglieria pesante e meno di 2 chilogrammi (4,4 lb) per l'artiglieria leggera, salvo rarissime eccezioni, ad oggi costituite da tre bombarde fuse nel 1377, ciascuno lungo circa un metro, sostenuti da due perni su ciascun lato, del peso di oltre 150 chilogrammi (330 lb), e con un diametro alla bocca di 21 centimetri (8,3 in), uno dei quali realizzato in acciaio fuso anziché in ferro.
Per quanto riguarda i pezzi d'artiglieria campale con cui erano equipaggiate le macchine d'assedio Ming (scale e carri) sopracitati: (i) il 威遠砲T, Wei Yuan PaoP, lett. "Maestoso cannone a lungo raggio" era un cannone di strisce di ferro/ghisa saldate e piegate in forma cilindrica, costruito quindi come la canna d'un moschetto, del peso di 40-120 jin, cioè circa 60 chilogrammi (130 lb), lungo 2 piedi (0,61 m) e 8 pollici (200 mm); alimentato con 3 oncia (85 g) di polvere da sparo, proiettava una palla di piombo da tre jin e sei tael, cioè poco più di 1,5 chilogrammi (3,3 lb), insieme a cento palline di piombo più piccole; mentre (ii) il 大將軍砲T, Da Jiang Jun PaoP era l'equivalente più grande, con peso superiore ai 200 jin, cioè oltre 100 chilogrammi (220 lb).
A partire dal Cinquecento, i Ming incorporarono nel loro arsenale cannoni di modello occidentale, chiamati folanji (zh. 佛郎機T, Fo Lang JiP, lett. "Congegno dei Franchi"), la cui effettiva provenienza, portoghese o ottomana, è ancora oggetto di acceso dibattito: attestato nella Cina meridionale sin dal 1510, quindi prima dell'arrivo portoghese a Canton (1517-1518) ma comunque dopo l'intromissione lusitana nella tratta insulindica della rotta delle spezie con la conquista di Malacca (1511) e la conseguente possibilità d'una diffusione nell'Arcipelago di tecnologie europee tramite vettori malesi, il folanji potrebbe parimenti derivare dal prangi impiegato dagli artiglieri del sultano ottomano dal Medioriente all'Oceano Indiano ed essere giunto in Cina tramite la Via della seta, eventualmente tramite vettori indiani, o essere giunto sì dall'India ma per intercessione dei portoghesi ivi presenti sin dal principio del Cinquecento. L'ammodernamento dei pezzi non comportò però una modifica nel loro utilizzo strategico: ampiamente utilizzato sul campo di battaglia, il cannone restava principalmente strumento difensivo nella guerra d'assedio, così, nel 1528, 4.000 cannoni folangji furono prodotti per le fortificazioni di confine Ming, mentre alla metà del Cinquecento un cannone in bronzo ad avancarica probabilmente derivato dai falconetti europei che poteva pesare da 630 chilogrammi (1 390 lb) a 3 000 chilogrammi (6 600 lb), il 發熕T, Fa GongP era usato nella sua versione più grande solo per le fortezze della difesa costiera ed altrimenti relegato ad un uso offensivo nella guerra navale.
Nel 1620, i Ming iniziarono a produrre lo 紅夷砲T, Hong Yi PaoP, lett. "Cannone dei barbari dai capelli rossi", una colubrina ad avancarica in stile europeo. Nel 1642, le fonderie Ming unirono la propria tecnologia di fusione con i modelli di cannoni europei per creare un cannone distintivo noto come 定遼大將軍T, Ding Liao Da Jiang JunP, lett. "Gran Generale Dingliao pacificatore" con canna interna in ferro ed esterno in ottone, più leggero, più potente e più duraturo perché capace di resistere a una maggior pressione esplosiva. Nel medesimo periodo, però, Pechino e la Cina del Nord furono conquistate dalla dinastia Qing (1636-1912) che, una volta definitivamente sottomessi i Ming, s'accontentò dei sistemi difensivi cinesi esistenti e s'impegnò in lunghe campagne militari miranti alla supremazia in tutta l'Asia continentale, disinteressandosi allo sviluppo tecnologico.

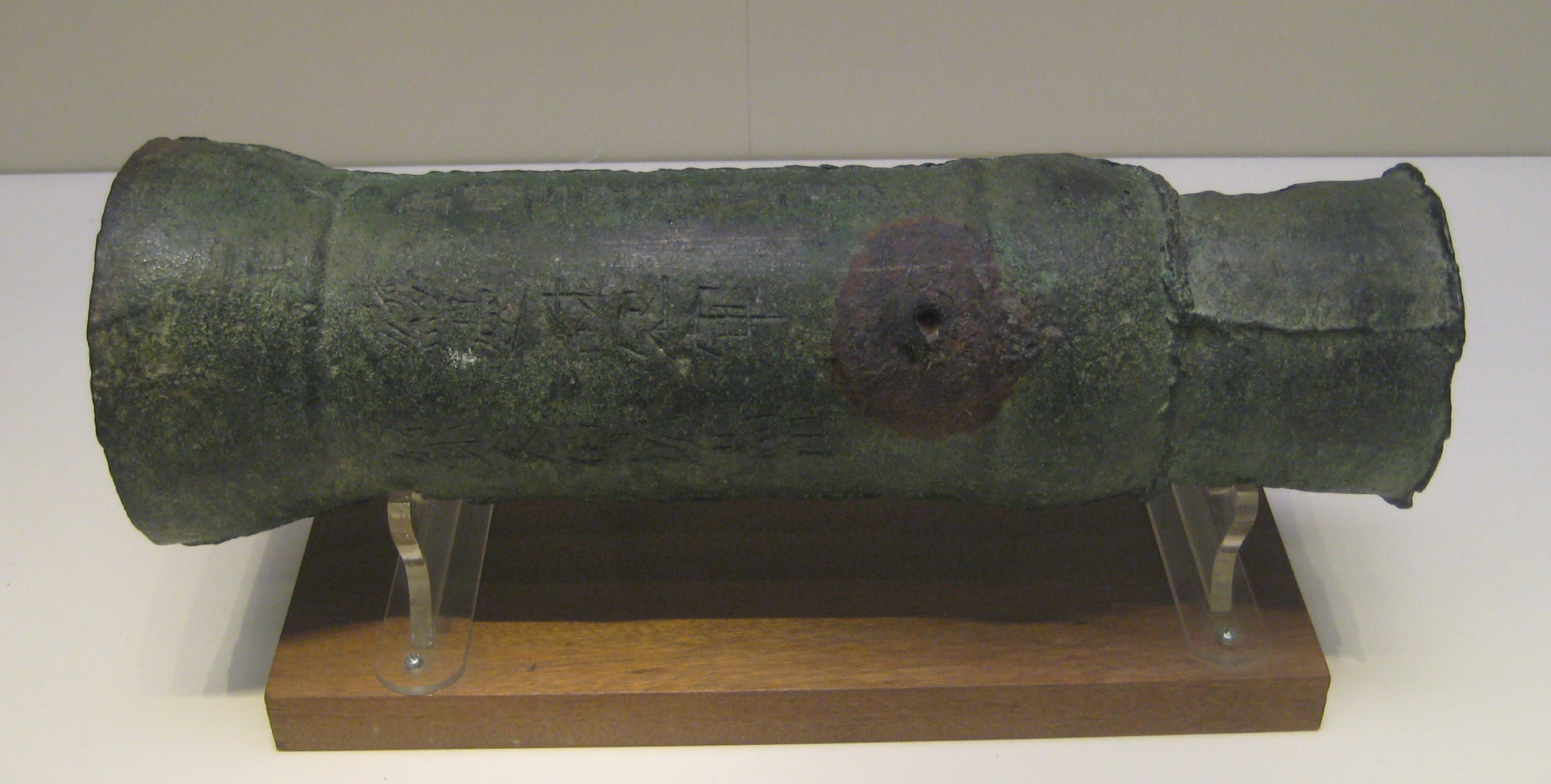
Cannone Yuan del 1332.
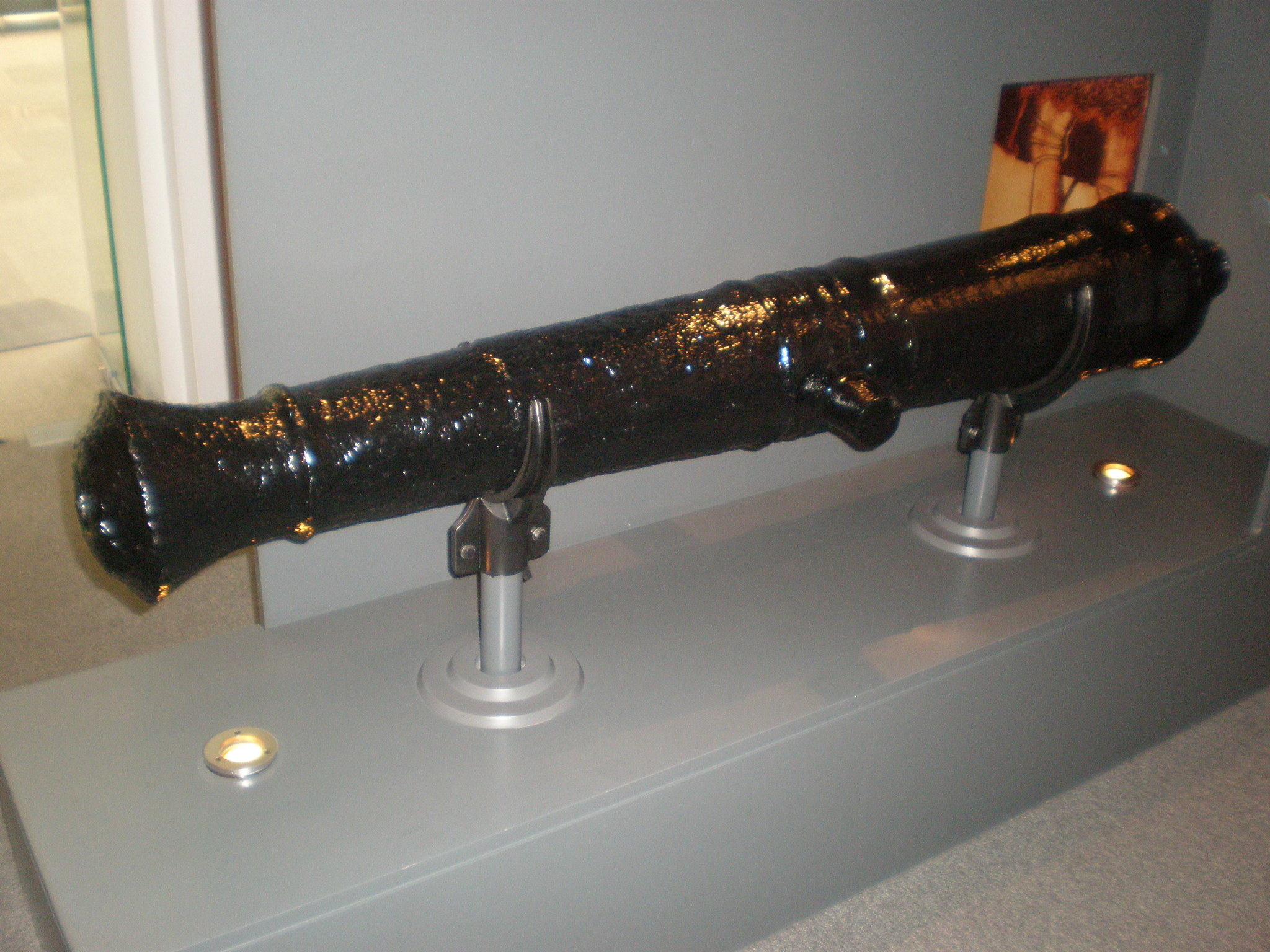
Colubrina Ming del 1650 - Museo della difesa costiera di Hong Kong.

Solo durante le Guerre dell'oppio (1839–1842 e 1856–1860), i Qing dovette affrontare minacce esterne al loro predominio asiatico attestatosi dal 1750 circa, trovandosi costretti a riorganizzare le loro difese e quindi le loro artiglierie, ancora legate alla tradizionale "canna liscia" laddove invece gli occidentali avevano ammodernato le loro armi da fuoco e d'artiglieria con la "canna rigata".

## Guerra chimica

Bomba a gas tipo Wan Ren Di - ill. in Gujin Tushu Jicheng (XVIII secolo).

In Cina, l'arsenico fu sostanza ampiamente utilizzata in alchimia e nella medicina tradizionale per la preparazione degli elisir di lunga vita sin dalla protostorica dinastia Shang e gli effetti veleniferi dell'arsenico in tutte le sue forme, anche aeree (fumi), erano noti ai cinesi certamente già nel c. 1000 a.C. tanto che lo stesso Sun Tzu non mancò di consigliarne l'uso in battaglia. Gli scritti di Mozi descrissero invece l'uso di mantici per pompare il fumo proveniente da palline ardenti di piante ed erbe tossiche nei tunnel scavati da un esercito assediante. Altri scritti cinesi risalenti allo stesso periodo contengono centinaia di ricette per la produzione di fumi velenosi o irritanti da utilizzare in guerra insieme a numerosi resoconti del loro utilizzo: es. una "nebbia cacciatrice di anime" contenente arsenico; il ricorso a calce finemente setacciata dispersa nell'aria per reprimere una rivolta contadina nel 178 d.C.; ecc. La conoscenza e l'uso dei cinesi, particolarmente negli assedi, d'espedienti riconducibili a quella che oggi viene definita "guerra chimica" data dunque ai primi secoli della loro storia.
Con l'evolversi della poliorcetica, il passo successivo fu lo sviluppo di ordigni a dispersione di gas: bombe riempite non solo di polvere da sparo ma anche di veleno, sia tramite canapa imbevuta di sostanza tossica sia tramite moxibustione, come la 霹靂火毬T, Pi Li Huo QiuP, lett. "Palla di fuoco tonante", una miscela solidificata di polvere da sparo e frammenti di ceramica rivestita con un altro strato di miscela di polvere da sparo (cioè priva del consueto involucro di carta o bambù), o la 煙毬T, Yan QiuP, lett. "Palla di fumo", una normale Hou Qiu avvolta in uno strato extra di assenzio rosso (di cui comunque esisteva la più raffinata variante 毒藥煙毬T, Du Yao Yan QiuP, lett. "Palla di fumo velenosa") nella quale la polvere da sparo era arricchita con dei tossici extra). Si dice causassero grande disagio al nemico, avendo effetti quali sanguinamento dalla bocca e dal naso. Gli operatori incaricati di servirsene portavano dei gambi di liquirizia cinese da masticare come antidoto.
Al tardo periodo Ming data l'invenzione del 萬人敵T, Wan Ren DiP, lett. "Rivaleggiare con diecimila uomini", una palla d'argilla cava riempita con vari tipi di propellenti e polvere da sparo (di solito fumo incendiario o velenoso) entro una struttura squadrata di legno (in alternativa una botte di legno con l'interno ignifugato con argilla). L'ordigno non esplodeva all'impatto bensì disperdeva intorno a sé fuoco e fumo tossico, rendendo l'area circostante inagibile per il nemico. Nella versione più raffinata, con la palla d'argilla, l'ignizione e la proiezione del fumo mettevano in movimento la stessa migliorandone le prestazioni.
Oltre al veleno ed alla calce, venivano utilizzati, per le loro proprietà nocive e/o accecanti, anche il semplice fumo, gli escrementi (umani quanto animali) e le carcasse. Era poi pratica tanto comune cuocere i triboli negli escrementi umani e/o nel veleno che esisteva un termine specifico per indicarli: 鬼箭T, Gui JianP, lett. "Freccia fantasma".
Tutti questi elementi e dispositivi di guerra chimica avevano varie tipologie d'impiego durante l'assedio. Potevano fungere da munizione speciale per l'artiglieria al pari dei proiettili incendiari o essere veicolate tramite speciali macchinari nella guerra di mina (v.si seguito): es. i sopraccennati mantici di Mozi; grandi ventagli a manovella (zh. 風扇車T, Feng Shan CheP, lett. "Veicolo con ventola eolica"); ecc.
Gli artiglieri Ming non mancarono poi di creare ad hoc una versione velenifera del sopracitato razzo-corvo incendiario, lo 火龍神器陣法T, Huo Long Shen Qi Zhen FaP.

## Guerra di mina

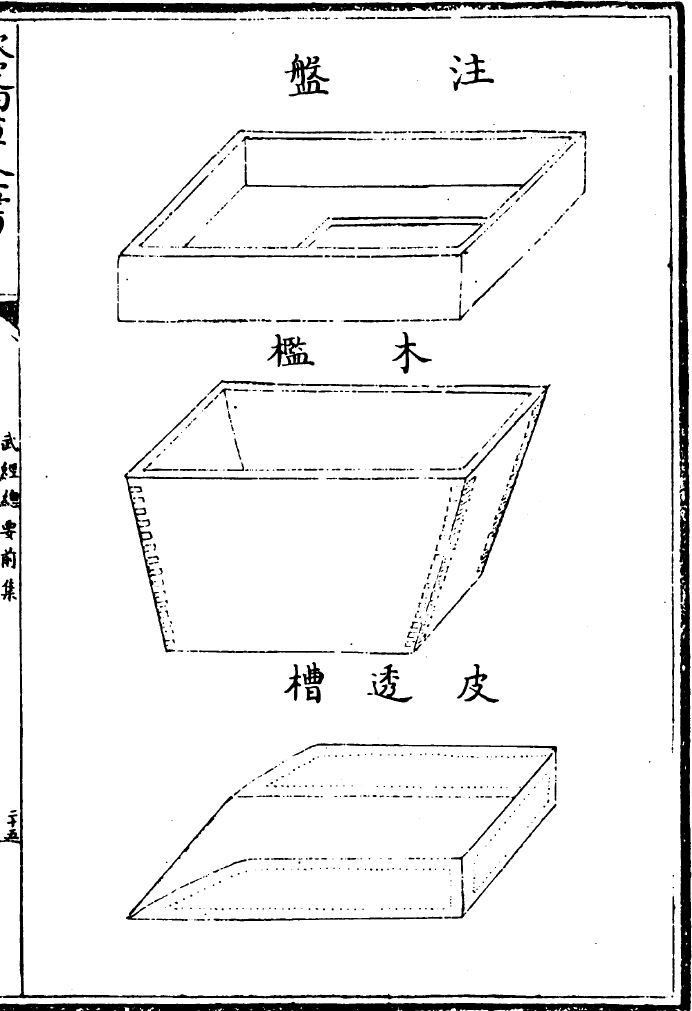
Vari vassoi da minatori cinesi - ill. in Wujing Zongyao (XI secolo).

Gli assedi cinesi furono inevitabilmente teatro di scontri nella c.d. "guerra di mina" che contrappone gli zappatori/minatori degli assedianti a quelli degli assediati. Anche quest'aspetto della poliorcetica è, come anticipato, ben citato nelle opere di Mozi che ci tramanda, tra l'altro, anche la presenza in Cina di raffinati manufatti per auscultare le mura in cerca della traccia acustica degli zappatori nemici.
Oltre al basilare ricorso alle trincee d'intercettazione per vanificare il lavoro nemico (uno dei tanti artifici utilizzati dal generale Cáo Cāo nella sua magistrale vittoria nella battaglia di Guandu nel 200 d.C.), era ben noto ai cinesi il sistema della contro-mina (zh. 翻身窟T, Fan Shen KuP, lett. "Tana capovolgi corpo"). Gli impieghi tattici erano molteplici. Non appena i due tunnel si sovrapponevano, i difensori, dall'alto, scavano piccoli fori di drenaggio nel tunnel sottostante per versarvi (tramite appositi vassoi-imbuto chiamati alternativamente 木檻T, Mu JianP, lett. "Vasca di legno"; 注盤T, Zhu PanP, lett. "Vassoio per iniezione" e 皮透槽T, Pi Tou CaoP, lett. "Vassoio per filtraggio in pelle") una miscela speciale di feci umane bollenti, vari veleni, ingredienti puzzolenti e calce sui nemici sottostanti, provocando loro orribili lesioni e infezioni secondarie alla pelle, oltre a riempire il tunnel d'insopportabile fetore, o, dal basso, provocavano il crollo della galleria nemica. La contromina veniva utilizzata per irrompere nella galleria nemiche e darvi battaglia e proprio per questa tipologia di scontri sotterranei esistevano grandi scudi/plutei da combattimento, in legno con feritoie per le armi, manovrati da più utenti, i 連版T, Lian BanP, lett. "Assi collegate", oltre ad apposite coperture di camuffamento che occultavano la galleria d'intercetto, i 土色氈簾T, Tu Se Zhan LianP, lett. "Paravento in feltro color terra". Gli scontri sotterranei prevedevano anche l'impiego dei sopra citati strumenti di guerra chimica, come il ventaglio a manovella e le bombe a gas, e, di conseguenza, obbligavano i genieri preposti alla realizzazione delle gallerie a pianificare articolate planimetria con apposite vie di fuga e camere di sicurezza per tutelare i minatori dai gas, non contentandosi chiaramente dei semplici antidoti sopra accennati. In ultimo, la contromina poteva essere utilizzata per raggiungere direttamente il campo nemico e portarvi una sortita.
Per prevenire il ricorso alla guerra di mina, espediente comunque dispendioso sotto tutti i punti di vista, gli assediati potevano attaccare i minatori in superficie, chiaramente laddove lo scavo delle mine partiva a ridosso delle mura (cosa certamente più frequente in Cina che non in Europa in ragione del sopracitato eccezionale spessore delle mura siniche). Esistevano all'uopo dei grandi turiboli (zh. 游火鐵箱T, You Huo Tie XiangP, lett. "Scatola ferrea errante infuocata") riempiti d'un letale miscuglio di legna da ardere, cera e artemisia cinese, i cui fumi, se inalati in gran quantità, possono provocare epilessia e convulsioni.
I minatori coinvolti negli scontri erano equipaggiati di tutto punto: es. oltre ai già citati vassoi da utilizzarsi per l'attacco al tunnel nemico, disponevano di vasi ceramici (zh. 地聽T, Di TingP, lett. "Ascoltatore di terra" e 甕聽T, Weng TingP, lett. "Urna che ascolta") per auscultare il terreno alla ricerca dei rumori prodotti dalla squadra di scavatori nemici in avvicinamento, probabilmente non molto dissimili dagli strumenti inventati di Mozi nel V secolo a.C.

## Guerra idraulica
La gestione e la preservazione delle riserve d'acqua sono sempre stati elementi fondamentali della corretta strategia d'assedio, sia in difesa sia in attacco. In Cina più che in ogni altro paese, nella storia, la gestione idraulica ebbe in poliorcetica un approccio quanto mai aggressivo dato che l'allagamento fu spesso risolutiva misura ossidionale. Nello specifico, i cinesi sfruttarono dighe, canali e fiumi per: (i) sommergere prolungatamente il sito bersaglio (anche per anni!) per eroderne la fortificazione, anche con inondazioni a più riprese ed anche con combattimenti navali ad hoc; (ii) distruggere il sito bersaglio ed i suoi dintorni; o (iii) isolare il sito bersaglio, tagliandolo fuori da eventuali rinforzi. Erano tattiche altamente efficaci e quasi impossibili da contrastare ma richiedenti grande esborso di mezzi e tempo e potenzialmente foriere di danni collaterali inimmaginabili. L'inondazione fu non a caso una delle prime tattiche ossidionali che i mongoli di Gengis Khan fecero proprie sin dai tempi della loro campagna contro i Tangut-Xia nella Cina nordoccidentale (1209–1210).
Il meglio che i difensori potevano fare per contrastare queste misure di guerra idraulica era: rafforzare muri e cancelli; sigillare le perdite; evacuare gli uomini e trasferire i rifornimenti; costruire e mantenere sistemi di drenaggio. Era comunque possibile che i difensori si ritirassero durante l'alluvione (usando barche) per sabotare la diga degli aggressori, rivolgendo l'arma contro di loro.
Talvolta le inondazioni deliberate venivano invece utilizzate a scopo difensivo come ultima risorsa contro un attacco travolgente, come spesso fatto in Europa dagli eserciti olandesi.

## Misure difensive
La fantasia dimostrata dai cinesi nell'ideazione delle macchine d'assedio, stando alla loro trattatistica militare, è speculare alla prolifica e fantasiosa creazione di varie misure difensive a disposizione degli assediati. L'iconografia di testi quali il Wujing Zongyao ci testimoniano l'uso in Cina d'espedienti difensivi similari a quelli romano/medievali quali il pluteo (zh. 布幔S, Bu ManP), il cavallo di Frisia (zh. 拒馬T, Ju MaP, lett. "Respingi cavallo"), singolo o in forma di vera e propria barricata, e i già citati triboli, spesso con varianti ed applicazioni molto fantasiose. L'impiego tattico di simili espedienti è approfondito già negli Insegnamenti segreti di Jiang Ziya:
(Jiang Ziya, IV.31)
Uno dei sopracitati strumenti più noti venne battezzato dagli occidentali "carro-coltello" (zh. 塞門架器車T, Sai Men Jia Qi CheP, lett. "Carro armato a cremagliera blocca porta"), in pratica un pluteo semovente con lame (metalliche o lignee) per ostruire il passaggio dei nemici attraverso un cancello o una breccia. L'alternativa al carro-coltello era la barricata prefabbricata su ruote (木女牆T, Mu Nu QiangP, lett. "Paravento ligneo").

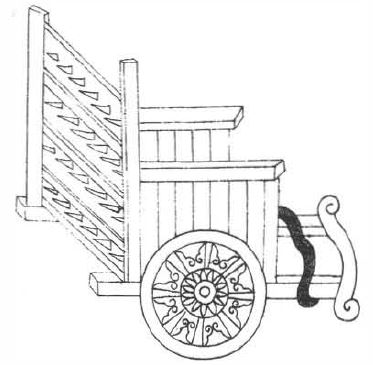
"Carro-coltello" - ill. in Wujing Zongyao (XI secolo).
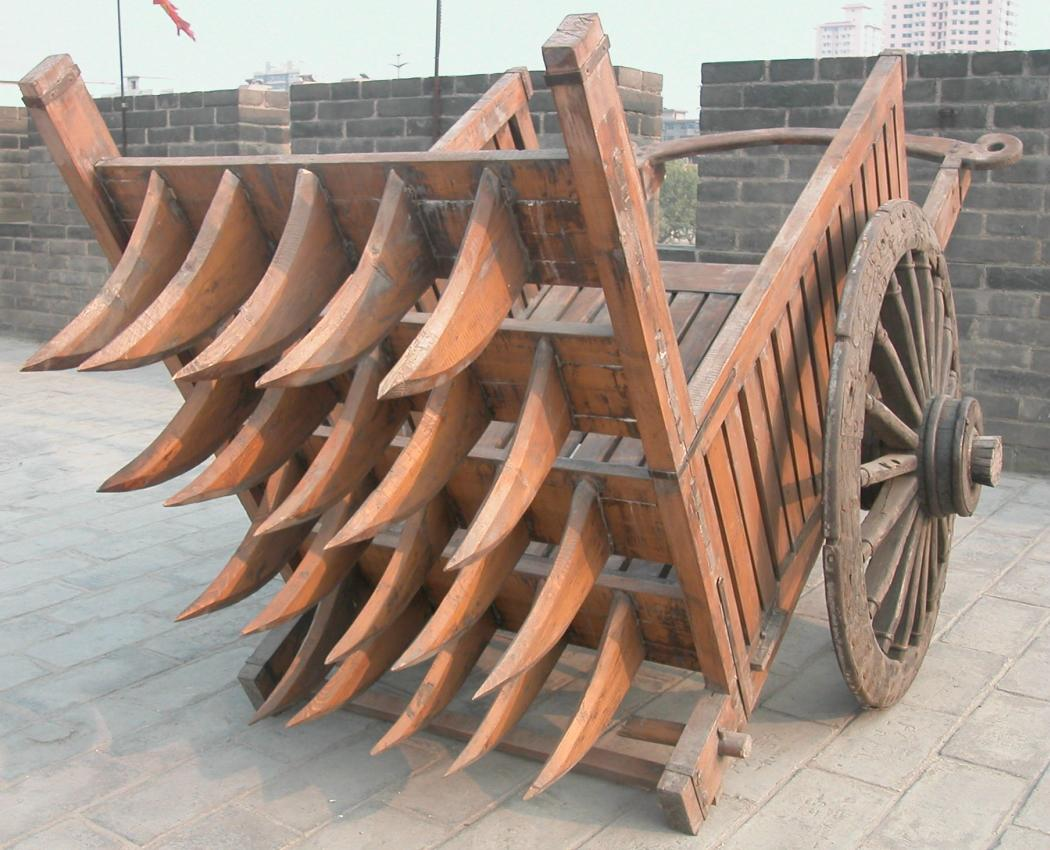
"Carro-coltello" (RICOSTRUZIONE)
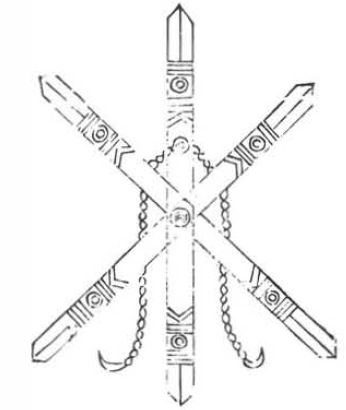
Cavallo di Frisia singolo (zh. 遠馱固營拒馬鎗T, Yuan Tuo Gu Ying Ju Ma QiangP) - ill. in Wujing Zongyao (XI secolo).

L'utilizzo della bertesca, in Cina, merita uno specifico approfondimento. Lo 戰棚T, Zhan PengP, lett. "Capannone da battaglia" era una struttura difensiva sommitale, temporanea o semi-permanente, di mura, torri o bastioni: priva di pareti, con un tetto solido fatto d'argilla spessa 3 piedi (0,91 m) mista a carbone e ricoperta di feltri inzuppati e pelli di mucca per resistere meglio ai bombardamenti dell'artiglieria e al fuoco, disponeva di pannelli di legno conosciuti come 懸板T, Xuan BanP, lett. "Asse sospesa" o 垂鐘板T, Chui Zhong BanP, lett. "Asse a campana" cadente fissati a un binario appena sotto la tettoia. Il pavimento disponeva di caditoie (zh. 踏空板T, Ta Kong BanP, lett. "Passo falso") per la difesa piombante. Sebbene meno protettiva rispetto all'equivalente medievale europeo (v.si Hourd), la bertesca cinese a pannelli rimovibili presentava molti vantaggi tattici rispetto a quella "fissa" occidentale. Sfortunatamente, le mura cinesi alte e spesse, sebbene quasi impermeabili al fuoco diretto, rappresentano un bersaglio molto più grande e comodo per le armi a fuoco indiretto, rendendo Zhan Peng particolarmente vulnerabile ai lanciatori di pietre e alle armi a polvere da sparo e portando alla loro graduale eliminazione in favore di strutture difensive permanenti in muratura, le 敵樓T, Di LouP, lett. "Torre avversaria" e le 角樓T, Jiao Lou P, lett. "Torre angolare".
Particolarmente ricco e variopinto era il novero degli strumenti che i cinesi idearono ed impiegavano per la difesa passiva e attiva delle mura e delle merlature: barricate anti-uomo costruite tra i merli ed un gran numero di dispositivi basculanti, alcuni dotati di ruote per essere più agevolmente spostati su e giù lungo le mura inclinate atti a tramortire, ferire o bruciare l'eventuale scalatore. Menzioniamo a titolo di esempio il 木城T, Mu ChengP, lett. "Fortino di legno", una staccionata d'assi lignee le cui piantane laterali assicurano, alla sommità, una doppia fila di pioli puntuti antesignani del filo spinato che veniva utilizzata per rinforzare la merlatura (espediente utilizzato anche per la protezione dell'accampamento di marcia dell'esercito); il 奈何木T, Nai He MuP, lett. "Tronco indifeso", un tronco/rullo basculante da cui dipartono, tramite corde secondarie, rocce e rovi spinosi, che veniva posizionato sulle mura ad una certa distanza dai merli (molto simile al cervo romano); l'evoluzione semovente, da difesa attiva, del Nai He Mu fu il rullo rotolante/pestante (zh. 滾木T, Gun MuP o 檑木T, Lei MuP) raffinato e corazzato fino alla forma finale del 夜叉檑T, Ye Cha LeiP, lett. "Pestello dello Yakṣa [i.e. "Demone"]", un pesante tronco d'olmo irto di punte di ferro spinate, due ruote di legno montate su entrambe le estremità del tronco e catene di ferro che collegano le ruote a un verricello per recuperare l'arma rimasta incastrato nel terreno sottostante le mura e lunga la superficie delle stesse; era poi ovviamente in uso in Cina come altrove nel mondo l'abbattuta dei rami d'albero (zh. 鹿角木T, Lu Jiao MuP, lett. "Corno di cervo ligneo"); ecc.

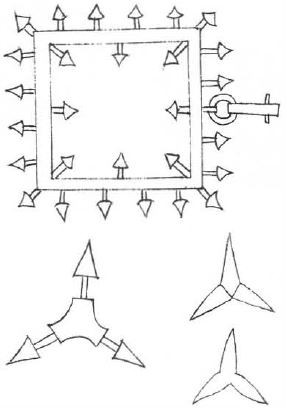
Rastrello chiodato e triboli - ill. in Wujing Zongyao (XI secolo).
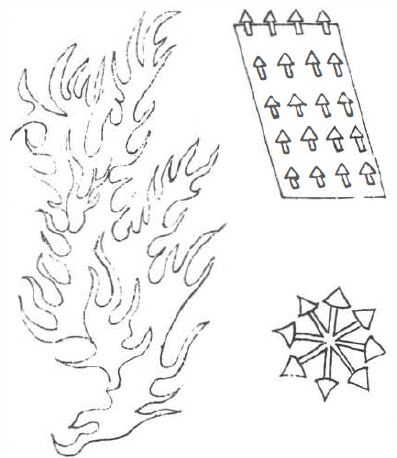
Abatis (Lu Jiao Mu); zerbino chiodato e tribolo ottogonale - ill. in Wujing Zongyao (XI secolo).
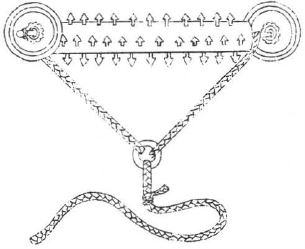
Rullo chiodato (Ye Cha Lei) - ill. in Wujing Zongyao (XI secolo).
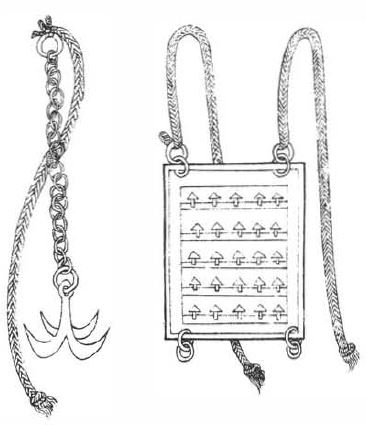
Rampino da guerra (Fei Gou) e Tavola con triboli (Lang Ya Pai) - ill. in Wujing Zongyao (XI secolo).
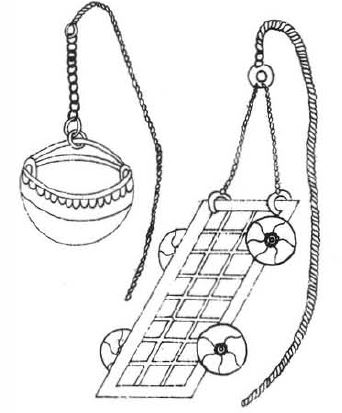
Turibolo da guerra (You Huo Tie Xiang) e Cremagliera incendiaria (Tie Huo Chuang) - ill. in Wujing Zongyao (XI secolo).

Per quanto riguarda la "difesa piombante", menzioniamo anzitutto le scaffalature prefabbricate con pianale girevole per scaricare legname (Lei Mu JiaP, lett. "Rastrelliera per legna con cui pestare")  o pietrame (擂石架T, Lei Shi JiaP, lett. "Rastrelliera per pietra con cui pestare") sul nemico. C'erano inoltre: il 鐵火床T, Tie Huo ChuangP, lett. "Letto ferreo infuocato", una cremagliera in ferro con ruote che veniva stipata di combustibile incendiato e calata lungo le mura (utilizzabile anche per illuminare le mura durante la notte); il 穿環T, Chuan HuanP, lett. "Anello passante", una serie di grandi anelli di ferro fasciati insieme dal cuoio calati dalle mura per catturare l'ariete nemico e bloccarlo; il 鐵撞木T, Tie Zhuang MuP, lett. "Tronco di speronamento ferrato", era parimenti un dispositivo anti-ariete, in questo caso un tronco con testa d'ariete di metallo e sei grandi punte uncinate, lasciato cadere da una gru azionata da un verricello per distruggere o immobilizzare gli arieti nemici; sempre per l'attacco dalle mura alle macchine quali arieti e torri d'assedio veniva utilizzato un robusto rampino collegato ad una gru, il 吊搗T, Diao DaoP, lett. "Distruttore sospeso", molto simile all'Artiglio di Archimede, mentre una sua variante più semplice, un grosso rampino movimentato con una catena, il 飛鈎T, Fei GouP, lett. "Uncino volante", era utilizzato per colpire alle gambe gli assedianti alla base delle mura; una volta immobilizzate le macchine nemiche, si provvedeva a dar loro fuoco con le 飛炬T, Fei JuP, lett. "Torce volanti", apposite piccole gru che calavano su di loro i dispositivi incendiari (fond. le Yan Wei Ju sopra citate); ecc. Il macchinario forse più straordinario di questa tipologia difensiva era il 太平車T, Tai Ping CheP, lett. "Carro pacificatore", una torretta semicilindrica trainata da due ruote, armata con cinque piccoli cannoni, che veniva calata dalle mura nella ferra di nessuno e sparava sugli assedianti, specialmente i minatori, tramite un meccanismo d'innesco remoto a molla chiamato 鋼輪發火T, Gang Lun Fa HuoP, lett. "Accendino a molla d'acciaio", mentre la più grande e formidabile tra le armi di difesa piombante era il 狼牙拍T, Lang Ya PaiP, lett. "Scaccia-[mosche] a denti di lupo", una pesante tavola rettangolare di olmo con centinaia di punte di ferro uncinate inchiodate sul lato inferiore e quattro lame sui lati che, in taluni casi, poteva essere tramutato in arma anti-scalata tramite due catene assicurate alle estremità.
Non mancavano infine macchinari e strumenti per facilitare la fuga da una città ormai condannata: gru a movimentazione manuale (zh. 吊車S, Diao CheP, lett. "Gru") per calare dalle mura ceste o piattaforme con profughi e feriti (o guastatori, esploratori e corrieri durante la fase attiva della difesa!) e robuste scale di corda intrecciata (zh. 繩梯T, Sheng TiP).

### Esplicative
1. ↑  A titolo di esempio, si consideri che il Castello Sforzesco di Milano, ridotto dalle demolizioni ottocentesche al nucleo originario tre-quattrocentesco, è un quadrilatero con lati di circa 200 m - v.si  Carlo Perogalli, Enzo Pifferi e Angelo Contino, Castelli in Lombardia, Como, Editrice E.P.I., 1982.
2. ↑  (EN) Arnold Pacey, Technology in world civilization: a thousand-year history, rist. ill., MIT Press, 1991,  p. 46, ISBN 0-262-66072-5.
«Durante il 1250, i Mongoli invasero l'Iran con "interi reggimenti" di ingegneri cinesi che azionavano trabucchi (catapulte) lanciando bombe a base di polvere da sparo. Il loro progresso fu rapido e devastante finché, dopo il sacco di Baghdad nel 1258, entrarono in Siria. Lì incontrarono un esercito islamico equipaggiato in modo simile e subirono la prima sconfitta. Nel 1291, lo stesso tipo di arma fu usata durante l'assedio di Acri, quando i crociati europei furono espulsi dalla Palestina.»
3. ↑  (EN) Chahryar Adle e Irfan Habib, History of Civilizations of Central Asia: Development in contrast : from the sixteenth to the mid-nineteenth century., a cura di Ahmad Hasan Dani, Chahryar Adle e Irfan Habib, vol. 5, ill., UNESCO, 2003,  p. 474, ISBN 92-3-103876-1.
«In effetti, è possibile che i dispositivi per la polvere da sparo, compreso il mortaio cinese (huochong), avessero raggiunto l'Asia centrale attraverso i Mongoli già nel XIII secolo. Tuttavia il potenziale ne rimase inesplorato; anche l'uso dei cannoni da parte del sultano Husayn potrebbe aver avuto ispirazione ottomana.»
4. ↑  (EN) Arnold Pacey, Technology in world civilization: a thousand-year history, rist. ill., MIT Press, 1991,  p. 46, ISBN 0-262-66072-5.
«La presenza di questi individui in Cina nel 1270 e il dispiegamento di ingegneri cinesi in Iran indicano che esistevano diversi percorsi attraverso i quali le informazioni sulle armi a polvere da sparo potevano passare dal mondo islamico alla Cina, o viceversa. Così, quando intorno al 1280 due autori della regione del Mediterraneo orientale scrissero libri sulle armi a polvere da sparo, non sorprende che descrissero bombe, razzi e lance da fuoco molto simili ad alcuni tipi di armi cinesi.»
5. ↑  (EN) Josef W. Meri, Medieval Islamic Civilization: An Encyclopedia, vol. 2, Psychology Press, 2011,  p. 510, ISBN 0-415-96690-6.
«Ciò richiedeva l'impiego di ingegneri impegnati in operazioni minerarie, per costruire macchine d'assedio e artiglieria e per inventare e utilizzare ordigni incendiari ed esplosivi. Ad esempio, Hulagu, che guidò le forze mongole in Medioriente durante la seconda ondata di invasioni nel 1250, aveva con sé un migliaio di squadre di ingegneri, evidentemente di provenienza cinese (Han settentrionale o forse Kitana).»
6. ↑  (EN) Gloria Skurzynski, This Is Rocket Science: True Stories of the Risk-Taking Scientists Who Figure Out Ways to Explore Beyond Earth, ill., National Geographic Books, 2010,  p. 1958, ISBN 978-1-4263-0597-9.
«Nel 1232 d.C. un esercito di 30.000 guerrieri mongoli invase la città cinese di Kai-fung-fu, dove i cinesi reagirono con frecce di fuoco [...] I leader mongoli impararono dai loro nemici e trovarono modi per rendere le frecce di fuoco ancora più letali durante la loro invasione diffuso verso l'Europa. Il giorno di Natale del 1241 le truppe mongole usarono frecce infuocate per catturare la città di Budapest in Ungheria e nel 1258 per catturare la città di Baghdad nell'attuale Iraq.»
7. ↑  Interessante osservare che l'ideogramma di lingua cinese 礟T, PaoP, inizialmente indicante la manganella, prese poi significato generico di "pezzo d'artiglieria" e finì con l'indicare le varie tipologie di cannone: es. i pezzi d'epoca Ming chiamati 威遠砲T, Wei Yuan PaoP, lett. "Maestoso cannone a lungo raggio" e 大將軍砲T, Da Jiang Jun PaoP citati nel testo.
8. ↑  Data la preziosità di legname e pietrame durante un assedio, i cinesi optarono da subito per materiali alternativi, meno preziosi, da scaricare addosso al nemico: il 泥檑T, Ni LeiP, lett. "Pestello d'argilla", con argilla mescolata con setole di maiale o crine di cavallo, e mattoni a forma di tronco conosciuti come 磚檑T, Zhuan LeiP, lett. "Pestello in mattoni" - v.si Sadaf 2020.

### Bibliografiche
1. ↑  Rist. in (EN) Frederick Jr. Wakeman, The Great Enterprise: The Manchu Reconstruction of Imperial Order in Seventeenth-century China, University of California Press, 1985.
2. 1 2 3 4 5  Turnbull 2012.
3. ↑  Andrade 2016, p. 339.
4. ↑  Andrade 2016, p. 92.
5. ↑  Andrade 2016, p. 97.
6. ↑  Purton 2009b, p. 363.
7. ↑  Andrade 2016, p. 98.
8. ↑  (EN) Osvald Sirén, The Walls and Gates of Peking, The Bodley Head, 1924.
9. ↑  (EN) Stone City (Shitoucheng), su China Internet Information Center, 2014.
10. 1 2  Peers 1990, p. 38.
11. ↑   Yuri Pines, The Earliest 'Great Wall'? Long Wall of Qi Revisited (PDF), in Journal of the American Oriental Society, vol. 138, 2018,  pp. 743-762, DOI:10.7817/jameroriesoci.138.4.0743.
12. ↑  Andrade 2016, p. 99.
13. ↑  Andrade 2016, p. 100.
14. ↑  (EN) Charles Townshend, The Oxford History of Modern War, Oxford University Press, 2000,  pp. 211-212, ISBN 0-19-285373-2.
15. ↑  Andrade 2016, p. 96.
16. ↑  (DE) Volker Schmidtchen, Riesengeschütze des 15. Jahrhunderts. Technische Höchstleistungen ihrer Zeit, in Technikgeschichte, vol. 44, n. 2, 1977,  pp. 153-173. (DE) Volker Schmidtchen, Riesengeschütze des 15. Jahrhunderts. Technische Höchstleistungen ihrer Zeit, in Technikgeschichte, vol. 44, n. 3, 1977,  pp. 213-237.
17. 1 2  Chase 2003, p. 31.
18. ↑  (EN) G. I. Brown, The Big Bang: A History of Explosives, Sutton Publishing, 1998, ISBN 0-7509-1878-0.
19. ↑  (EN) Gwei-Djen Lu, Joseph Needham e Phan Chi-Hsing, The Oldest Representation of a Bombard, in Technology and Culture, vol. 29, 1988,  pp. 594-605, DOI:10.2307/3105275, JSTOR 3105275.
20. ↑  Purton 2009b, pp. 196-197.
21. 1 2  Andrade 2016, pp. 66-67.
22. 1 2  Andrade 2016, p. 66.
23. ↑  May 2012, p. 149. (EN) Iqtidar Alam Khan, Coming of Gunpowder to the Islamic World and North India: Spotlight on the Role of the Mongols, in Journal of Asian History, vol. 30, 1996,  pp. 41-45. (EN) Gábor Ágoston, Guns for the Sultan: Military Power and the Weapons Industry in the Ottoman Empire, Cambridge University Press, 2005, ISBN 0-521-60391-9. Ecc.
24. 1 2  Andrade 2016, p. 69.
25. 1 2 3 4 5 6 7 8 9 10 11 12 13 14 15 16 17 18 19 20 21 22 23 24 25 26 27 28 29 30 31 32 33 34 35 36 37  Wubei Zhi.
26. 1 2  Jiang Ziya, IV.31.
27. ↑  Sun Tzu, III.
28. ↑   Joseph Needham e Wang Ling, History of Scientific Thought, in Science and Civilization in China, vol. 2, Cambridge University Press, 1956,  pp. 165-184, ISBN 0-521-05800-7.
29. 1 2  Peers 1990, pp. 38-39.
30. 1 2  (EN) A.C. Graham, Mo tzu 墨子, in Michael Loewe (a cura di), Early Chinese Texts: A Bibliographical Guide, Berkeley, CA, Society for the Study of Early China; Institute of East Asian Studies, University of California Berkeley, 1993,  pp. 336-341, ISBN 978-1-55729-043-4.
31. ↑  Peers 1995, p. 36.
32. ↑  (EN) Nicola Di Cosmo [et al.], Military Culture in Imperial China, Harvard University Press, 2009,  p. 232.
33. ↑  Purton 2009a, p. 107.
34. ↑  Purton 2009a, p. 106.
35. ↑  (EN) Hucker CO, Governmental Organization of the Ming Dynasty, in Harvard Journal of Asiatic Studies, vol. 21, 1958,  pp. 1-66.
36. ↑  Purton 2009a, pp. 105-107.
37. 1 2  Purton 2009b, p. 6.
38. ↑  May 2012, p. 132.
39. ↑  Chase 2003, p. 58.
40. 1 2  Nicolle 1990, pp. 127-129.
41. 1 2  Nicolle 2003, p. 23.
42. ↑  (EN) Lillian Craig Harris, China considers the Middle East, ill., Tauris, 1993,  p. 26, ISBN 1-85043-598-7.
43. 1 2  Nicolle 1990, p. 88.
44. ↑  Patrick 1961, p. 14.
45. ↑  Purton 2009b, p. 196.
46. 1 2  Turnbull 2002, p. 43.
47. 1 2 3 4 5 6 7 8 9 10 11 12  Sadaf 2020.
48. 1 2 3 4 5 6 7 8 9 10 11 12 13 14  Liang 2006.
49. ↑  Turnbull 2002, p. 40.
50. ↑  (EN) F.K. Sadaf, Yun Ti (雲梯), su Great Ming Military, 2015.
51. 1 2  (EN) F.K. Sadaf, Chong Che (衝車), su Great Ming Military, 2015.
52. ↑  (EN) F.K. Sadaf, Fei Gang (飛杠), su Great Ming Military, 2018.
53. ↑  (EN) F.K. Sadaf, Xing Nu Qiang (行女牆), su Great Ming Military, 2016.
54. ↑  Turnbull 2002, pp. 38-39.
55. 1 2  Needham 1994, p. 435.
56. ↑  (EN) F.K. Sadaf, Jing Lan (井闌), su Great Ming Military, 2015.
57. 1 2  (EN) F.K. Sadaf, Gong Cheng Lin Chong Lu Gong Che (攻城臨衝呂公車), su Great Ming Military, 2016.
58. ↑  Andrade 2016, p. 36.
59. ↑  Peers 1990, p. 40.
60. ↑  (EN) Mike Loades, The Crossbow, Osprey Publishing, 2018.
61. 1 2  Purton 2009a, p. 34.
62. ↑  Needham 1994, p. 185.
63. ↑  Haw 2013, pp. 36-37.
64. 1 2 3  (EN) F.K. Sadaf, Chinese multiprod crossbow, su Great Ming Military, 2017.
65. 1 2  Turnbull 2002, p. 14.
66. ↑  May 2012, p. 278.
67. ↑  Needham 1994, p. 198.
68. ↑  (FR) Paul Mus, Etudes indiennes et indochinoises, III. Les balistes du Bàyon, in Bulletin de l'École française d'Extrême-Orient, n. 29, 1929,  p. 339, DOI:10.3406/befeo.1929.3243.
69. ↑  Purton 2009b, p. 198.
70. ↑  Needham 1994, pp. 189-190.
71. 1 2  Needham 1994, p. 192.
72. 1 2 3  Needham 1994, p. 176.
73. ↑  (EN) Lance Day e McNeil Ian, Biographical Dictionary of the History of Technology, New York, Routledge, 1996, ISBN 0-415-06042-7.
74. 1 2  Andrade 2016, p. 31.
75. ↑  Turnbull 2001, p. 37.
76. 1 2 3 4  (EN) F.K. Sadaf, Huo Qiu (火毬), su Great Ming Military, 2019.
77. 1 2  Turnbull 2001, p. 38.
78. ↑  Turnbull 2001, p. 39.
79. 1 2  (EN) F.K. Sadaf, Unique weapon of the Ming Dinasty — Shen Huo Fei Ya (神火飛鴉), su Great Ming Military, 2014.
80. 1 2  Turnbull 2001, p. 40.
81. 1 2  Needham 1986, p. 166.
82. 1 2  Purton 2009a, p. 35.
83. 1 2  (EN) F.K. Sadaf, Pao (礟), su Great Ming Military, 2015.
84. ↑  Turnbull 2001, p. 18.
85. ↑  Turnbull 2001, pp. 18-19.
86. ↑  Purton 2009a, p. 364.
87. ↑  Kinard 2007, p. 24.
88. ↑  (EN) F.K. Sadaf, Xuan Feng Pao (旋風砲), su greatmingmilitary.blogspot.com, 2020.
89. 1 2 3  Turnbull 2001, p. 19.
90. 1 2  (EN) F.K. Sadaf, Si Chuan Fei Shi (四川飛石), su Great Ming Military, 2018.
91. 1 2  May 2012, p. 136.
92. ↑  (EN) John Dardess, Ming China 1368-1644 A Concise History of A Resilient Empire, Rowman & Littlefield Publishers, Inc., 2012,  pp. 7-10.
93. ↑  (EN) Sandra Alvarez, The Mongol Siege of Xiangyang and Fan-ch'eng and the Song military, su De Re Militari - The Society for Medieval Military History, 11 maggio 2014.
94. ↑  Needham 1986, p. 157.
95. ↑  Turnbull 2001, p. 33.
96. ↑  Turnbull 2001, p. 36.
97. ↑  (EN) Yunming Zhang, Ancient Chinese Sulfur Manufacturing Processes, in Isis, n. 77, 1986,  pp. 487-497.
98. 1 2  Andrade 2016, p. 32.
99. ↑  Patrick 1961, p. 6.
100. ↑  Needham 1986, p. 511.
101. ↑  Andrade 2016, p. 35.
102. ↑  Chase 2003, pp. 32-33.
103. ↑  Andrade 2016, p. 34.
104. ↑  Kelly 2004.
105. ↑  Lorge 2008.
106. ↑  (EN) F.K. Sadaf, Militarty Fireworks of the Ming Dinasty, su Great Ming Military, 2017.
107. ↑  (EN) F.K. Sadaf, Xi Gua Pao (西瓜砲), su Great Ming Military, 2017.
108. 1 2  (EN) F.K. Sadaf, Wan Ren Di (萬人敵), su Great Ming Military, 2017.
109. ↑  Needham 1986, p. 76.
110. ↑  Needham 1986, p. 82.
111. ↑  Purton 2009b, p. 3.
112. ↑  Needham 1986, pp. 88-89.
113. ↑  Turnbull 2001, p. 41.
114. ↑  Needham 1986, p. 89.
115. ↑  Partington 1960, p. 241.
116. ↑  (EN) Michael Aung-Thwin e Kenneth Hall, New Perspectives on the History and Historiography of Southeast Asia, 2011,  p. 85.
117. ↑  (EN) Weiwei Zheng [et al.], Metallographic Study of Hongwu Cannon Casted in the Early Ming Dynasty, in Journal of the Japan Institute of Metals, vol. 80, 2016,  pp. 176-185, DOI:10.2320/jinstmet.J2015060.
118. ↑  Needham 1986, p. 315.
119. ↑  (EN) F.K. Sadaf, Wei Yuan Pao (威遠砲), su Great Ming Military, 2015.
120. ↑  Andrade 2016, p. 137.
121. ↑  Needham 1986, p. 372.
122. 1 2  Partington 1960, p. 279.
123. ↑  Andrade 2016, p. 349.
124. ↑   Paul Pelliot, Le Ḫōj̆a et le Sayyid Ḥusain de l'Histoire des Ming, in T'oung Pao, vol. 38, 1948,  pp. 81-292, DOI:10.1163/156853297X00509.
125. ↑  Partington 1960, p. 276.
126. ↑  Chase 2003, p. 242.
127. ↑  (EN) Nicola Di Cosmo, Did Guns Matter? Firearms and the Qing Formation, in Lynn Struve (a cura di), The Qing Formation in World- Historical Time, Cambridge, MA, Harvard University Asia Center, 2004,  pp. 121-166.
128. ↑  (EN) F.K. Sadaf, Breech-loading cannons of the Ming Dinasty, su Great Ming Military, 2022.
129. ↑  Andrade 2016, p. 142.
130. ↑  (EN) Fa Gong (發熕), su Great Ming Military.
131. ↑  (EN) Elke Papelitzky, Naval warfare of the Ming dynasty (1368-1644): A comparison between Chinese military texts and archaeological sources, in Rebecca O'Sullivan, Christina Marini e Julia Binnberg (a cura di), Archaeological Approaches to Breaking Boundaries: Interaction, Integration & Division. Proceedings of the Graduate Archaeology at Oxford Conferences 2015–2016, Oxford, British Archaeological Reports, 2017,  pp. 129-135.
132. ↑  (EN) F.K. Sadaf, Fa Gong (發熕), su Great Ming Military, 2015.
133. ↑  Andrade 2016, p. 197.
134. ↑  Andrade 2016, p. 201.
135. 1 2 3  (EN) Huang Yinong, The Rise and Fall of the Unique Composite Metal Cannon in Ming and Qing Dynasty, in Tsinghua Journal, vol. 41, National Tsinghua University, 2011,  pp. 73-136. URL consultato il 4 giugno 2021.
136. ↑  (EN) F.K. Sadaf, Hong Yi Pao (紅夷砲) and Xi Yang Pao (西洋砲), su Great Ming Military, 2015.
137. ↑  (EN) Joseph Needham e Ping-Yü Ho, Elixir poisoning in medieval China, in Janus, n. 48, 1970  [1959],  pp. 221-251.
138. ↑  (EN) Andre Richardt, CBRN Protection: Managing the Threat of Chemical, Biological, Radioactive and Nuclear Weapons, Wiley-VCH Verlag & Co., 2013,  p. 4, ISBN 978-3-527-32413-2.
139. ↑  Turnbull 2001, p. 43.
140. ↑  (EN) F.K. Sadaf, Gui Jian (鬼箭), su Great Ming Military, 2016.
141. 1 2  Peers 1990, p. 39.
142. ↑  Peers 1995, p. 40.
143. ↑  (EN) Him-Che Yeung, Handbook of Chinese Herbs and Formulas, Los Angeles, Institute of Chinese Medicine, 1985.
144. ↑  May 2012, p. 39.
145. ↑  (EN) F.K. Sadaf, Ju Ma (拒馬), su Great Ming Military, 2016.
146. ↑  (EN) F.K. Sadaf, Ji Li (蒺藜), su Great Ming Military, 2016.
147. ↑  (EN) F.K. Sadaf, Chinese fortifications: An overview of parts and terminology - Part 1: The Wall, su greatmingmilitary.blogspot.com, 2019.
148. ↑  (EN) F.K. Sadaf, Diao Dao (吊搗), su Great Ming Military, 2017.
149. ↑  (EN) F.K. Sadaf, Fei Gou (飛鈎), su Great Ming Military, 2016.
150. ↑  (EN) F.K. Sadaf, Tai Ping Che (太平車), su Great Ming Military, 2018.
151. ↑  (EN) F.K. Sadaf, Gang Lun Fa Huo (鋼輪發火石), su Great Ming Military, 2016.

### Fonti
- (ZH) Ceng Gongliang, 武經總要T, Wǔjīng ZǒngyàoP, Wu Ching Tsung YaoW, lett. "Raccolta delle più importanti tecniche militari", 1044.
- (ZH) Chen Menglei (a cura di), 古今圖書集成T, 古今图书集成S, Gǔjīn Túshū JíchéngP, Ku-chin t'u-shu chi-ch'engW, lett. "Completa collezione d'illustrazioni e scritti dagli antichi ai tempi correnti" [Enciclopedia imperiale cinese], 1700-1725.
- (ZH) Jiang Ziya, 六韜T, 六韬S, lett. "Sei segreti" [I sei insegnamenti segreti], XII-XI secolo a.C.
- (ZH) Jiao Yu e Liu Bowen, 火龍經T, 火龙经S, Huǒ Lóng JīngP, Huo Lung ChingW, lett. "Manuale del dragone di fuoco", XIV secolo.
- (ZH) Mao Yuanyi, 武備志T, 武备志S, Wǔ Bèi ZhìP, Wu Pei ChiW, lett. "Trattato sugli Equipaggiamenti Militari", 1621.
- (ZH) Mozi, 墨子T, MoziP [Canone di Mozi], V secolo a.C.
- (ZH) Sun Tzu, 孫子兵法T, 孙子兵法S, Sūnzǐ BīngfǎP [L'arte della guerra], VI-V secolo a.C.

### Studi
Specifici
- (EN) Tonio Andrade, The Gunpowder Age: China, Military Innovation, and the Rise of the West in World History, Princeton University Press, 2016, ISBN 978-0-691-13597-7.
- (EN) Patricia B. Ebrey, The Cambridge Illustrated History of China, Cambridge University Press, 1999, ISBN 0-521-43519-6.
- (EN) Stephen G. Haw, Cathayan Arrows and Meteors: The Origins of Chinese Rocketry, in Journal of Chinese Military History, vol. 2, Brill, 2013,  pp. 28-42.
- (EN) John M. Hobson, The Eastern Origins of Western Civilisation, Cambridge University Press, 2004.
- (EN) Jieming Liang, Chinese Siege Warfare: Mechanical Artillery & Siege Weapons of Antiquity, Singapore, Republic of Singapore, Leong Kit Meng, 2006, ISBN 981-05-5380-3.
- (EN) Peter A. Lorge, The Asian Military Revolution: from Gunpowder to the Bomb, Cambridge University Press, 2008, ISBN 978-0-521-60954-8.
- (EN) Joseph Needham, Science and Civilization in China, vol. 4.3, Cambridge University Press, 1971.
- (EN) Joseph Needham, Science & Civilisation in China, vol. 5.4, Cambridge University Press, 1980, ISBN 0-521-08573-X.
- (EN) Joseph Needham, Science & Civilisation in China, 5.7 The Gunpowder Epic, Cambridge University Press, 1986, ISBN 0-521-30358-3.
- (EN) Joseph Needham, Science & Civilization in China, vol. 5.6, Cambridge University Press, 1994.
- (EN) Chris J Peers, Late Imperial Chinese Armies: 1520-1840, Osprey Publishing, 1997.
- (EN) Chris J Peers, Imperial Chinese Armies (2): 590-1260AD, Osprey Publishing, 1996.
- (EN) Chris J Peers, Imperial Chinese Armies (1): 200BC-AD589, Osprey Publishing, 1995.
- (EN) Chris J Peers, Medieval Chinese Armies: 1260-1520, Osprey Publishing, 1992.
- (EN) Chris J Peers, Ancient Chinese Armies: 1500-200BC, Osprey Publishing, 1990.
- (EN) Peter Purton, A History of the Early Medieval Siege, c. 450-1200, Boydell Press, 2009, ISBN 978-1-84383-448-9.
- (EN) Peter Purton, A History of the Late Medieval Siege, 1200–1500, Boydell Press, 2009, ISBN 978-1-84383-449-6.
- (EN) Stephen Turnbull, Siege Weapons of the Far East (1) AD 612-1300, Osprey Publishing, 2001.
- (EN) Stephen Turnbull, Siege Weapons of the Far East (2) AD 960-1644, Osprey Publishing, 2002.
- (EN) Stephen Turnbull, Fighting Ships Far East (2: Japan and Korea AD 612-1639, Osprey Publishing, 2003, ISBN 1-84176-478-7.
- (EN) Stephen Turnbull, Chinese Walled Cities 221 BC– AD 1644, Bloomsbury, 2012, ISBN 9781846038921.

Opere di consultazione generale
- (EN) Brenda J. Buchanan (a cura di), Gunpowder, Explosives and the State: A Technological History, in Technology and Culture, vol. 49, Aldershot, Ashgate, 2006,  pp. 785-786, DOI:10.1353/tech.0.0051, ISBN 0-7546-5259-9.
- (EN) Kenneth Chase, Firearms: A Global History to 1700, Cambridge University Press, 2003, ISBN 0-521-82274-2.
- (EN) David Cressy, Saltpeter: The Mother of Gunpowder, Oxford University Press, 2013.
- (EN) Ahmad Y. al-Hassan, Potassium Nitrate in Arabic and Latin Sources, in History of Science and Technology in Islam, 2001. URL consultato il 23 luglio 2007.
- (EN) Jack Kelly, Gunpowder: Alchemy, Bombards, & Pyrotechnics: The History of the Explosive that Changed the World, Basic Books, 2004, ISBN 0-465-03718-6.
- (EN) Jeff Kinard, Artillery An Illustrated History of its Impact, Greenwood, 2007.
- (EN) Timothy May, The Mongol Conquests in World History, Reaktion Books, 2012.
- (EN) Stephen Morillo, Jeremy Black e Paul Lococo, War in World History: Society, Technology, and War from Ancient Times to the Present, Volume 1, To 1500, McGraw-Hill, 2008, ISBN 978-0-07-052584-9.
- (EN) David Nicolle, The Mongol Warlords: Genghis Khan, Kublai Khan, Hulegu, Tamerlane, 1990.
- (EN) David Nicolle, Medieval Siege Weapons (2): Byzantium, the Islamic World & India AD 476–1526, Bloomsbury USA, 2003, ISBN 978-1-84176-459-7.
- (EN) Cathal J. Nolan, The Age of Wars of Religion, 1000–1650: an Encyclopedia of Global Warfare and Civilization, Vol 1, A-K, vol. 1, Westport & Londra, Greenwood Press, 2006, ISBN 0-313-33733-0.
- (EN) John Norris, Early Gunpowder Artillery: 1300–1600, Marlborough, The Crowood Press, 2003.
- (EN) J. R. Partington, A History of Greek Fire and Gunpowder, W. Heffer & Sons, 1960.
- (EN) John Merton Patrick, Artillery and warfare during the thirteenth and fourteenth centuries, Utah State University Press, 1961.
- (EN) Roger Pauly, Firearms: The Life Story of a Technology, Greenwood Publishing Group, 2004.
- (EN) Henry Prataps Phillips, The History and Chronology of Gunpowder and Gunpowder Weapons (c.1000 to 1850), Notion Press, 2016.
- (EN) Nhung Tuyet Tran, Viêt Nam Borderless Histories, University of Wisconsin Press, 2006.